# Lana Turner
Lana Turner (wym. ˈlɑːnə ˈtɜrnər), właśc. Julia Jean Mildred Frances Turner (ur. 8 lutego 1921 w Wallace, zm. 29 czerwca 1995 w Los Angeles) – amerykańska aktorka, symbol seksu lat 40. i 50. Ze względu na status w świecie filmu nazywana „Królową MGM”. W ciągu prawie pięćdziesięcioletniej kariery Turner zdobyła sławę zarówno jako modelka pin-up, jak i aktorka dramatyczna, ale także ze względu na swoje burzliwe życie osobiste. W 1951 r. została nazwana „najbardziej czarującą kobietą w dziejach sztuki międzynarodowej”.
W wieku 16 lat związała się z wytwórnią Warner Bros., aby 2 lata później przejść do MGM. Turner zwróciła uwagę krytyków rolą w dramacie Zapamiętają. Na początku lat 40. wystąpiła w takich filmach jak Kulisy wielkiej rewii, Honky Tonk, Odnajdę cię wszędzie, Trzej muszkieterowie. Zazwyczaj grała wówczas role niewinnych, szczerych dziewcząt. Zyskała uznanie jako femme fatale w Listonosz zawsze dzwoni dwa razy. Wymieniana była wśród najlepiej zarabiających obywatelek Stanów Zjednoczonych.
W latach 50. wystąpiła m.in. w Pięknym i złym oraz w kasowym przeboju Peyton Place, za rolę w którym została nominowana do Oscara. W 1958 r. Turner znalazła się na czołówkach amerykańskich mediów w związku ze śmiercią Johnny’ego Stompanato. Rok później zagrała w najbardziej dochodowym filmie w karierze, melodramacie Zwierciadło życia Douglasa Sirka. W kolejnej dekadzie aktorka występowała rzadziej, m.in. w Madame X, a w latach 70. i 80. już tylko okazjonalnie, m.in. w telenoweli Falcon Crest. W 1971 r. zadebiutowała na scenie teatralnej. Ostatni raz Turner wystąpiła w 1985 r. w serialu Statek miłości. Była ośmiokrotnie zamężna, w tym dwukrotnie z tym samym mężczyzną. Miała jedno dziecko, Cheryl Crane. Zmarła na raka krtani w wieku 74 lat.

## Życiorys

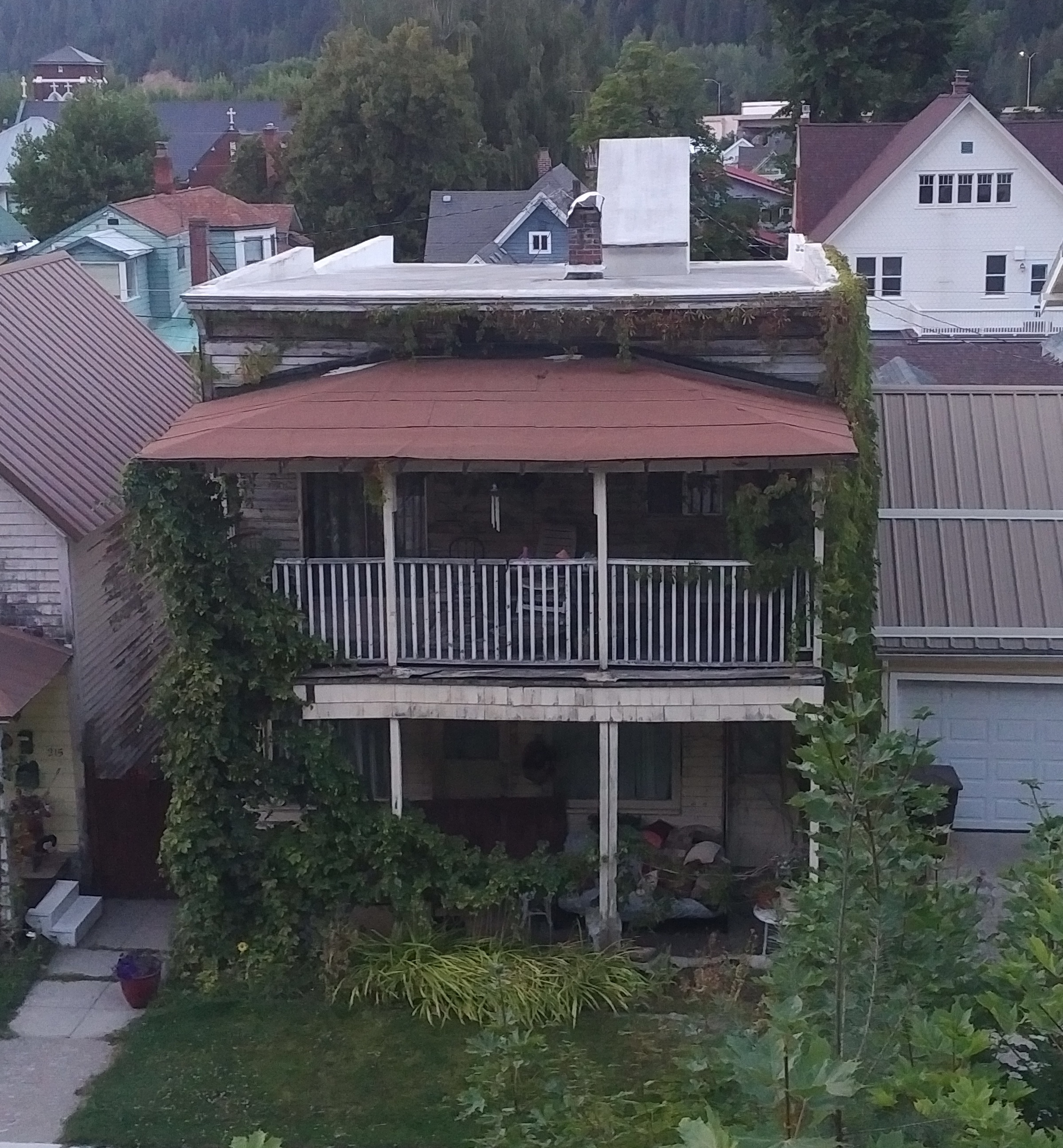
Dom rodzinny Turnerów. 217 Bank Street w Wallace (Idaho).

### Dzieciństwo
Urodziła się 8 lutego 1921 roku w Wallace, w stanie Idaho, a sama twierdziła, że w rzeczywistości jest rok starsza niż to wynika z jej metryki urodzenia. W okresie dzieciństwa nazywano ją Judy. Matką Turner była Mildred Frances Cowan (12 lutego 1904 – 22 lutego 1982), która w wieku piętnastu lat poznała o 10 lat starszego weterana I wojny światowej, górnika Johna Virgila Turnera (11 września 1894 – 14 grudnia 1930). Przyszła gwiazda filmowa od najmłodszych lat wykazywała chęci do występów scenicznych, tańca. Dzieciństwo wspominała jako skromną idyllę. W rzeczywistości jej ojciec, John, zmagał się z problemami finansowymi, co potęgowało jego uzależnienie od hazardu i skłonność do alkoholu. Mężczyzna pędził nielegalnie bimber, a gdy dowiedziały się o tym lokalne władze, cała rodzina Turnerów w połowie lat 20. wyjechała do San Francisco. Wkrótce małżeństwo Turnerów uległo rozpadowi, ale nigdy nie doszło do formalnego rozwodu. Mildred pracowała w gabinecie kosmetycznym, a John w 1930 r. zatrudnił się w miejscowych dokach. W grudniu, po udziale w craps (amerykańskiej grze hazardowej w kości), został okradziony i pobity ze skutkiem śmiertelnym. Sprawca morderstwa nigdy nie został ujęty. Ze względu na problemy finansowe Mildred poświęciła się pracy, a Lana trafiła pod opiekę rodziny zastępczej. Uczęszczała do Presidio Junior High School (1934–1935), a potem do George Washington High School, gdzie była cheerleaderką. W 1936 r. Lana wraz z matką wyjechały do Los Angeles, gdzie mieszkały w niewielkim domku na Glencoe Way wraz z koleżanką Mildred, Gladys Taylor. Turner uczyła się w Hollywood High School. Koleżanka z klasy, Nanette Fabray, tak wspominała Turner z tego okresu:

Nigdy nie widziałam piękniejszej dziewczyny, a Hollywood High School był pełen urodziwych dziewczyn, większość z nich marzyła, tak się przynajmniej wydaje, o zostaniu gwiazdą filmową. Kiedy Judy spacerowała przez korytarz, inne dziewczyny zatrzymywały się i patrzyły na nią zazwyczaj z zazdrości. Chłopcy często gwizdali.

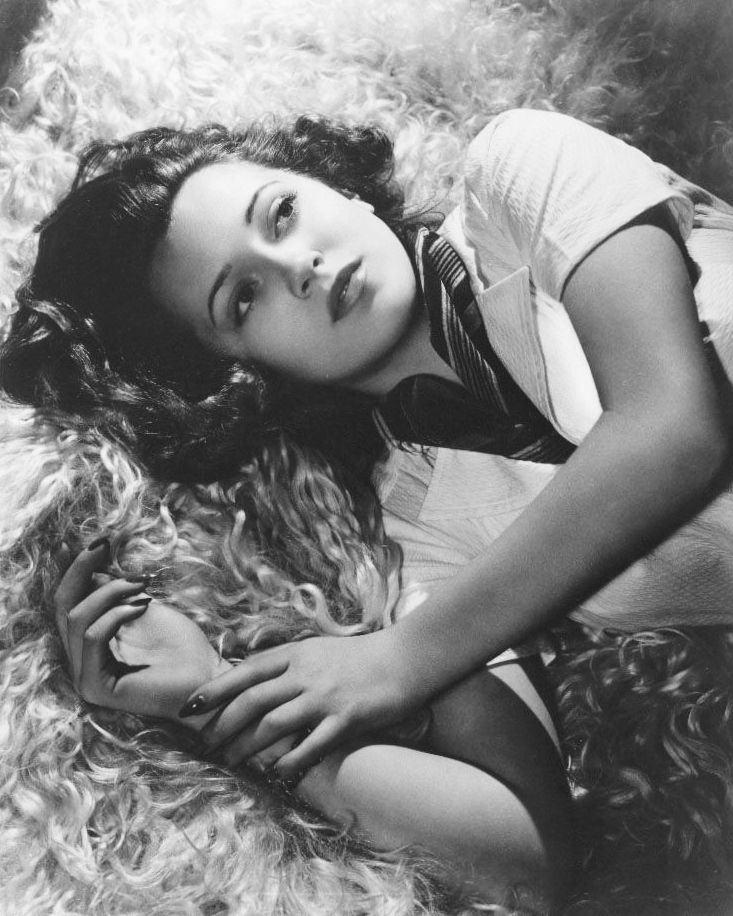
Turner (1937)

Pewnego razu Turner odwiedziła Top Hat Café na Sunset Boulevard, gdzie spostrzegł ją William R. Wilkerson, wydawca tygodnika „The Hollywood Reporter”, i spytał, czy chciałaby zagrać w filmie. Matka Lany zlekceważyła wizytówkę Wilkersona, ale pod wpływem Gladys Taylor zgodziła się, aby jej córka poszła na spotkanie do Wilkersona. Od tego właśnie zaczęła się kariera filmowa Turner. Wkrótce przydzielono jej agenta Zeppo Marxa, a także innych, którzy starali się o angaż nastolatki do filmu. Nastolatka jednak nie zdobyła zaufania włodarzy wytwórni 20th Century Fox i RKO Pictures. Na zatrudnienie Turner zdecydował się Mervyn LeRoy, oferując jej 50 dolarów tygodniowo. Do nastoletniej Turner reżysera przekonał jej urok, i to pomimo tego, że na castingu była niezwykle nieśmiała i niepewna siebie. 12 lutego 1937 r. podpisała kontrakt, 4 dni po tym, gdy ukończyła 16 lat. Nim rozpoczęła pracę na swoim pierwszym planie filmowym wybrała dla siebie imię Lana, bowiem Judy, zdaniem LeRoya, „było zbyt pospolite, niewłaściwe”.

### Początki kariery
Najprawdopodobniej Turner po raz pierwszy pracowała na planie filmowym w czasie powstawania Narodzin gwiazdy, gdzie statystowała. W podobnym charakterze wystąpiła w Przygodzie pod Paryżem, ale dopiero jej rola ofiary morderstwa, w dramacie Zapamiętają, zwróciła uwagę krytyków. „Ta młoda dama ma sugestywną urodę, osobowość i czar” – zauważył dziennikarz „The Hollywood Reporter”. Ze względu na atrakcyjny wizerunek filmowej Mary Clay (obcisły sweter i spódniczka, podkreślające seksapil) aktorkę okrzyknięto sweater girl. Aktorka nie lubiła tego określenia, choć dzięki niemu zyskała rozgłos. „Kiedy po raz pierwszy zobaczyłam siebie na ekranie w swetrze myślałam, że umrę ze wstydu” – wyznała Turner. Wkrótce, zgodnie z kontraktem, została wypożyczona do Samuel Goldwyn Productions, gdzie zagrała służącą w Marco Polo, z Garym Cooperem w roli głównej. Aktorce nie podobały się kostiumy w jakich musiała występować, a także makijaż, który jej zdaniem spowodował nieodwracalne zmiany w jej wizerunku. Pierwotnie film przyniósł 700 tys. dolarów straty, co wówczas było ogromną sumą. Chociaż Turner grała niewielką rolę, to gdy w 1945 r. film został wznowiony, promowany był hasłem „w rolach głównych Gary Cooper i Lana Turner”.
W miarę upływu czasu aktorka stawała się coraz bardziej rozpoznawalna i otrzymywała wiele listów od fanów, na które początkowo regularnie odpisywała. Gdy LeRoy zdecydował się przejść do wytwórni MGM zaproponował to samo aktorce. Turner zarabiać miała 100 dolarów tygodniowo, co pozwalało jej na wynajęcie całego domu dla siebie. 20 lutego 1938 r. podpisała kontrakt z nowym pracodawcą. U boku Mickeya Rooneya i Judy Garland wystąpiła w Andy Hardy zakochany. Ponadto uczęszczała do Little Red Schoolhouse, szkoły studia MGM. W ramach promowania nieskazitelnego wizerunku, Louis B. Mayer zalecił, aby ze zdjęć Turner usuwano papierosy i kieliszki. Początkującą aktorkę postrzegano jako następczynię niedawno zmarłej Jean Harlow.
Aktorka brała udział w przesłuchaniach do roli Scarlett O’Hary z Przeminęło z wiatrem, chociaż sama twierdziła, że zupełnie tam nie pasowała. Nowym agentem aktorki został Johnny Hyde, wiceprezydent Agencji Williama Morrisa, który wynegocjował dla niej podwyżkę gaży w wysokości 250 dolarów tygodniowo. Aktorka przefarbowała także swoje kasztanowe włosy na kolor jasny blond. Stały się one znakiem rozpoznawczym Turner. W 1939 r. zagrała pierwszą główną rolę, tancerki Patty Marlow, w komedii romantycznej Dancing Co-Ed. Miała także zagrać w remake’u Naszych roztańczonych córek, ale film nigdy nie powstał. W 1940 r. wystąpiła w nisko ocenionym w dramacie We Who Are Young. „Lana Turner jest rozkoszna jako żona, póki nie odezwie się albo nie podejmie próby gry aktorskiej” – napisano krytycznie w dzienniku „The New York Times”. W tym samym roku wzięła udział w musicalu Two Girls on Broadway. Krytycy docenili umiejętności taneczne Turner i sugerowali, że mogłaby być partnerką Freda Astaire’a. Fotografie z wizerunkiem Turner zdobiły okładkę czasopism „Look” i „Life”.

### Gwiazda MGM

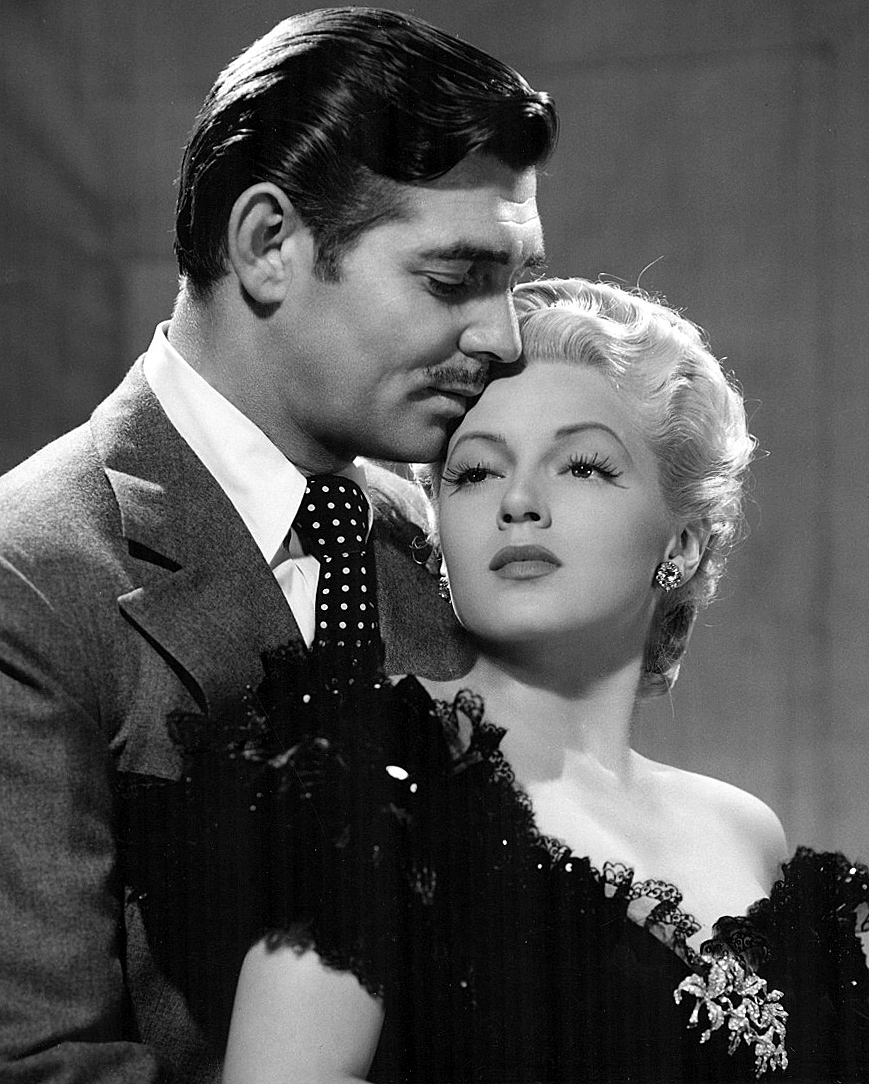
Gable i Turner w Honky Tonk

Rzeczywisty przełom w karierze aktorki nastąpił w latach 40. W 1941 r. Turner wystąpiła u boku Jamesa Stewarta, Judy Garland i Hedy Lamarr w musicalu Kulisy wielkiej rewii. Rola uzależnionej od alkoholu tancerki rewiowej Sheili Regan była dla początkującej aktorki sporym doświadczeniem zawodowym. Aby do niej przygotować się studiowała aktorstwo Bette Davis w Kusicielce. Wedle relacji Turner, Lilian Burns, nauczyciel aktorstwa w MGM, stwierdził, że aktorka zasłużyła na nominację do Oscara. Recenzent „The New York Timesa”, będąc pod wrażeniem Turner, stwierdził, że „musiała urodzić się na Olimpie”, „Time” uznał film za „gloryfikację Lany Turner”, a fanowski magazyn filmowy „Photoplay” przyznał, że chociaż inni aktorzy poradzili sobie dobrze ze swoimi rolami, to jednak jest to przede wszystkim „film Lany”. W tym samym roku aktorka podpisała nowy kontrakt filmowy z gwarancją zarobków 1,5 tys. dolarów tygodniowo i tym samym została jedną z czołowych aktorek macierzystej wytwórni.
Jesienią 1941 r. na ekrany kin wszedł western Honky Tonk, w którym Turner partnerowała Clarkowi Gable’owi. Aktorka wcieliła się w postać powabnej Elizabeth Cotton, o serce której stara się szuler Candy Johnson. Spotkanie dwojga atrakcyjnych aktorów na planie filmowym podchwyciła prasa popularna, która plotkowała o romansie Gable’a i Turner. Jack Conway wspominał, że „chemia między nimi była tak wielka, że aż skwierczało. Niewątpliwie była to atrakcyjność fizyczna. Oni tego nie grali”. Carole Lombard, zazdrosna o ówczesnego króla Hollywood, początkowo przebywała na planie, co zupełnie paraliżowało Turner. Dla niezbyt doświadczonej aktorki współpraca z „królem Hollywood” była początkowo bardzo stresującym przeżyciem. Jednakże dzięki wskazówkom i wyrozumiałości uznanego gwiazdora, Turner miło wspominała ten etap kariery filmowej. Najprawdopodobniej to interwencja Gable’a spowodowała, że jego żona opuściła plan filmowy, a Turner mogła w pełni skupić się na aktorstwie. Honky Tonk okazał się największym sukcesem kasowym wytwórni MGM w 1941 r., i jedną z najbardziej dochodowych produkcji w Stanach Zjednoczonych. Turner została również dobrze oceniona przez krytyków. Czasopismo „Life” nazwał Gable’a i Turner „elektryzującym połączeniem, które wymaga powtórzenia”. Mimo że film, który miał nosić tytuł The Uniform, planowany był z udziałem obydwojga aktorów, wszedł jednak na ekrany kin pt. They Met in Bombay, a w rolach głównych zagrali Rosalind Russell i Gable.
Pod koniec 1941 roku odbyła się premiera filmu noir Johnny Eager, w którym aktorka wystąpiła obok Roberta Taylora. Kilka miesięcy wcześniej na ekrany kin wszedł horror Doktor Jekyll i pan Hyde z Turner w obsadzie, partnerującej, wcielającemu się w rolę tytułową, Spencerowi Tracy’emu. Według producenta Jacka Cummingsa sceny miłosne Turner świetnie promowały filmy MGM. W uznaniu tego magazyn „Photoplay” nazwał Turner „najnowszą boginią miłości”.
Atak na Pearl Harbor spowodował, że aktorka zdecydowała się, tak jak wiele innych gwiazd, wziąć udział w promocji obligacji wojennych. 15 czerwca 1942 r. aktorka przyjechała do Seattle, na Victory Square, gdzie zgromadził się tłum niewidziany w dotychczasowej historii miasta. Turner kwitowała sprzedane obligacje i obiecała, że pocałuje każdego kto kupi papier wartościowy za 25 tysięcy dolarów. Jak sama przyznała, dotrzymała obietnicy setki razy. W czasie II wojny światowej Turner była popularną dziewczyną pin-up. Na jej cześć amerykańscy żołnierze nazwali 18 eskadrę „Tempest Turner”. Nazywano ją „najwspanialszą istotą na wysokich obcasach, która podnosi tętno” oraz „ukochaną marynarki wojennej”. Od października 1942 r. do końca wojny aktorka, m.in. wraz z Marleną Dietrich i Ritą Hayworth, pracowała w klubie Hollywood Canteen, gdzie żołnierze mogli spędzić czas i poznać gwiazdy filmowe. Występowała także w programach American Forces Network, witała Ludmiłę Pawliczenko, gościa honorowego bankietu MGM.
Wizerunek (krótkie włosy, nazywane victory bob) i sposób ubierania się aktorki stały się popularne wśród amerykańskich kobiet. U szczytu popularności tylko w jednym miesiącu zdjęcia przedstawiające Turner zdobiły okładki 18 czasopism. W 1942 r. do siedziby MGM dotarł list Evy Braun, w którym pisała o swoim marzeniu, aby żyć w Hollywood i zostać nową Laną Turner. Sama aktorka miała pewien dystans do sławy.

W Hollywood pracę zdobywa się dzięki inteligencji, talentowi, pięknu, ciężkiej pracy lub dzięki (…) fotogeniczności. Jestem tym drugim przypadkiem.

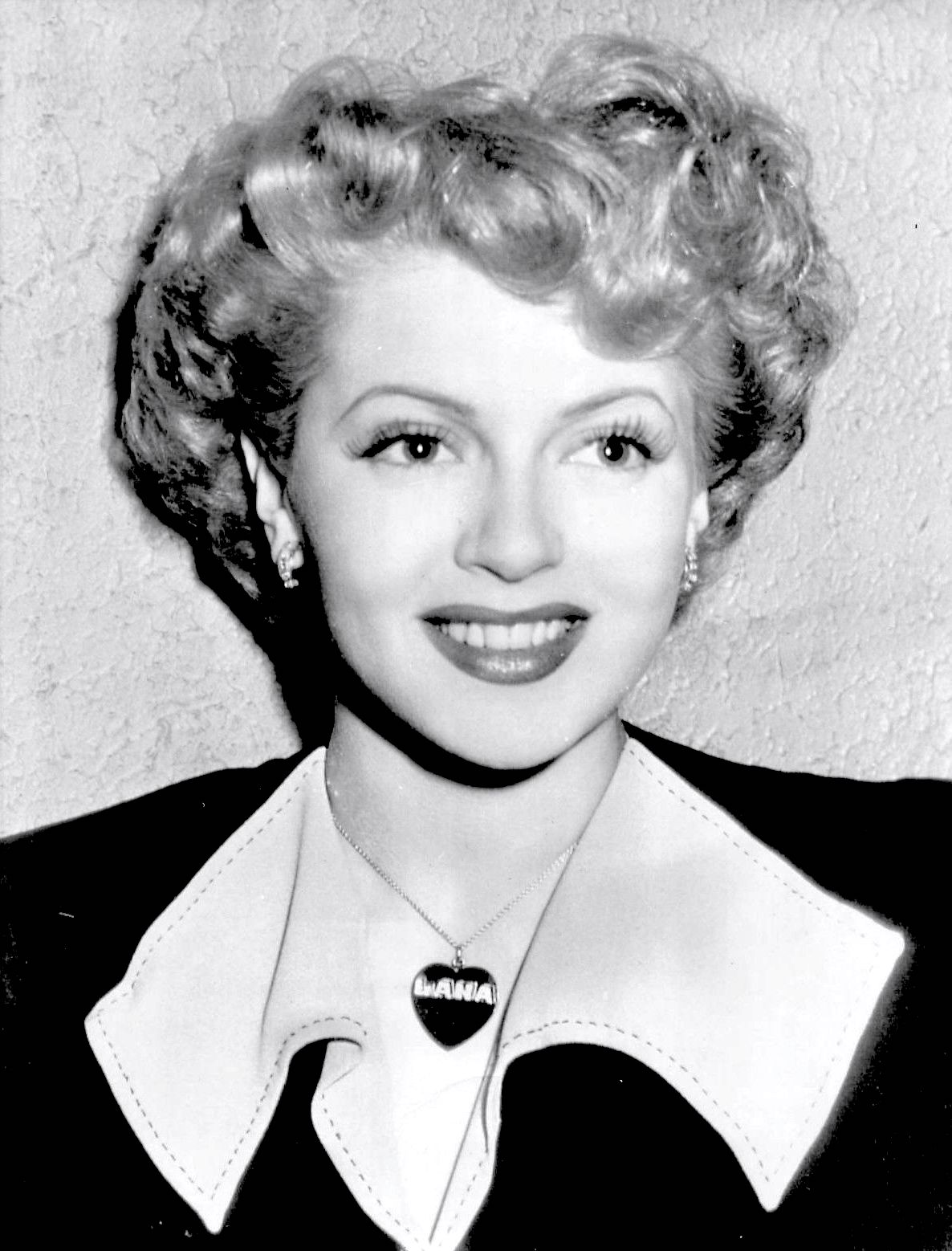
Turner (1942)

Na początku 1942 r. MGM zdecydowało się zdyskontować sukces duetu Gable–Turner, i po raz kolejny oboje wystąpili na ekranie. Tym razem w melodramacie Odnajdę cię wszędzie. Produkcja filmu została przerwana zaledwie po kilku tygodniach z powodu śmierci żony aktora; jednakże 23 lutego wznowiono zdjęcia. Film w reżyserii Wesleya Rugglesa odniósł spodziewany sukces komercyjny. W „Newsweeku” napisano, że „Turner pieczętuje swój występ niesamowitą namiętnością i niekłamanym przekonaniem, które sprawiają, że jej sceny miłosne i dramatyczne są na wysokim poziomie, niedostępnym dla jakiejkolwiek innej aktorki”.
Po zakończeniu zdjęć Turner wyruszyła w kolejną podróż promującą obligacje wojenne, m.in. do Idaho. W 1943 i 1944 r. aktorka zagrała w dwóch komediach: Slightly Dangerous i Małżeństwo to prywatna sprawa. Po raz pierwszy nazwisko Turner pojawiło się na pierwszym miejscu w filmowej czołówce. W 1945 r. wystąpiła w dramacie Keep Your Powder Dry opowiadającym o kobietach-żołnierzach, oraz w komedii Weekend w hotelu Waldorf. Każdy z tych filmów przyniósł zyski producentowi. Na początku 1945 r. aktorka została jedną z najlepiej opłacanych aktorek Hollywood, z gażą 4 tys. dolarów tygodniowo.

### Listonosz zawsze dzwoni dwa razy

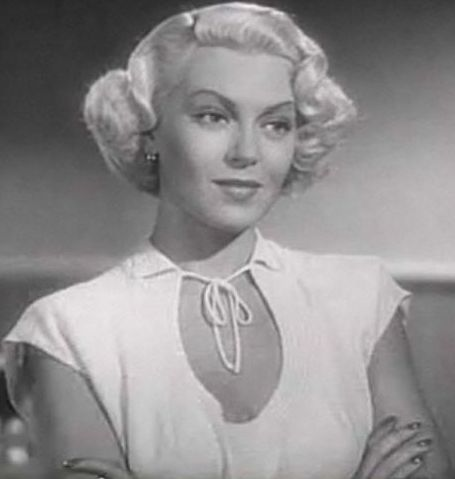
Turner w zwiastunie Listonosz zawsze dzwoni dwa razy (1946)

Z ekranizacją powieści kryminalnej Jamesa M. Caina wstrzymywano się przez wiele lat ze względu na Kodeks Haysa. W końcu w połowie lat 40. dostosowano scenariusz do rygorystycznych wymogów i powierzono reżyserię Tayowi Garnettowi. Autor powieści przyznał, że myślał o Turner jako głównej bohaterce. Aktorka wcieliła się w postać zuchwałej Cory Smith, która wraz z kochankiem morduje swojego męża, aby przejąć jego majątek. Powstawaniu filmu towarzyszyło wiele perturbacji, począwszy od kapryśnej, zmiennej pogody, aż po alkoholizm reżysera. Film zebrał przychylne recenzje krytyków, szczególnie chwalono aktorstwo Johna Garfielda i Turner. Obraz okazał się także największym hitem MGM w 1946 r. Aktorka uważała, że był to jej ulubiony film, a rolę Smith uznano za najlepszą w jej karierze. Krytyk Stephen Macmillan Moser tak ocenił występ Turner:

Od pierwszego spojrzenia na nią, w białych balerinach, jak kamera ukazuje ją od opalonych nóg w górę, staje się postacią tak kusząco piękną i zdradziecko złą, że widzowie nie mogą oderwać wzroku od ekranu.

James M. Cain wręczył Turner, oprawioną w skórę, tytułową nowelę wraz z dedykacją „Drogiej Lanie, podziękowania za występ, który przeszedł moje oczekiwania”. Rola Cory Smith sprawiła, że włodarze MGM chętniej decydowali się powierzać aktorce bardziej złożone role.

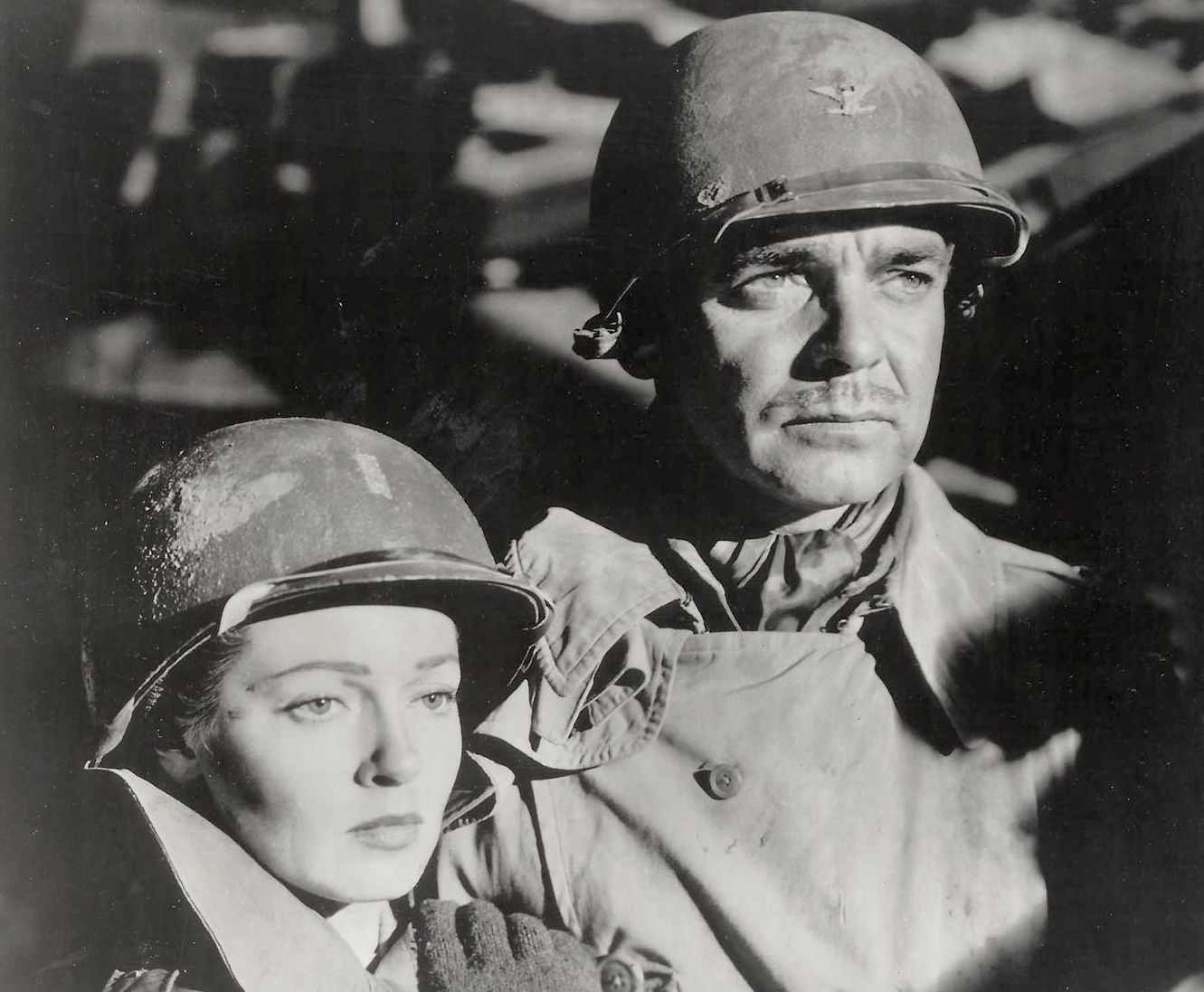
Turner i Gable w Powrocie (1948)

W 1947 r. Turner wystąpiła w melodramacie historycznym Ulica zielonego delfina. Do roli Marianne Patourel aktorka schudła 7 kg i przyciemniła włosy. Faktycznie jednak był to pierwszy film, który nie koncentrował się tylko na urodzie Turner. Obraz Victora Saville potwierdził wysoką pozycję aktorki, okazał się być największym przebojem MGM w owym czasie. W następnym roku Turner zagrała, po raz trzeci u boku Clarka Gable’a, w dobrze przyjętym melodramacie Powrót. Turner początkowo odmówiła występu w Trzech muszkieterach, ponieważ uznała, że podstępna Milady de Winter jest tylko drugoplanową postacią. Pierwotnie pierwszoplanową gwiazdą filmu miał być Gene Kelly. Szefostwo wytwórni zawiesiło aktorkę na pewien czas, ale jednocześnie wprowadzono poprawki do scenariusza, które wpłynęły na zmianę decyzji Turner. Występ aktorki, w filmie George’a Sidneya, „The New York Times” określił jako „całkowicie fantastyczny”. Adaptacja powieści Aleksandra Dumasa była pierwszym kolorowym filmem Turner w karierze, poza występem symbolicznym w Du Barry Was a Lady. Film znalazł się w czołówce najbardziej dochodowych produkcji USA w 1948 r.
W tamtym okresie aktorka otrzymywała podobne wynagrodzenie co Clark Gable. Z rocznymi zarobkami rzędu 226 tys. dolarów Turner znalazła się na liście 10 najlepiej opłacanych kobiet w USA. Jej ostatnie filmy w latach 40. przyniosły około 20 mln dolarów zysku, co było rekordem niedostępnym dla innych ówczesnych aktorek. Felietonistka Dorothy Kilgallen nazwała Turner „supergwiazdą”, a w ankiecie magazynu „Modern Screen” czytelnicy uznali Turner „gwiazdą numer 1”.

### Lata 50.
24 maja 1950 r. aktorka odcisnęła swoją dłoń i stopy w Hollywood Walk of Fame. Na potrzeby roli w melodramacie A life of her own aktorka przeszła na restrykcyjną dietę, dzięki czemu widzowie nie dostrzegali skutków jej kinowej absencji. Film George’a Cukora był pierwszym znaczącym w karierze aktorki, który przyniósł straty, a konkretnie 700 tys. dolarów. Następnie Turner wystąpiła w 2 musicalach, które nie powtórzyły sukcesów komercyjnych aktorki z poprzedniej dekady. Jedynie musical Wesoła wdowa, gdzie wystąpiła u boku Fernando Lamasa, spodobał się amerykańskim widzom.
W filmie Piękny i zły Vincente Minellego z 1952 r. Turner wcieliła się w postać Georgii, która, zdaniem reżysera, była postacią wzorowaną na Dianie Barrymore, córce aktora Lionela Barrymore’a. Faktycznie jednak Georgia była personifikacją karier wielu aktorek hollywoodzkich. Przed pracą na planie reżyser nie miał dobrego zdania o Turner jako aktorce. W czasie powstawania Pięknego i złego zmienił zdanie: „Uświadomiłem sobie, że miała wielką wyobraźnię. Potrafiła robić takie rzeczy, o które bym ją nie posądzał”. Jedną z najbardziej znanych scen z filmu jest ta, w której rozhisteryzowana Georgia prowadzi samochód. Turner zagrała ją w jednym ujęciu. Za występ w melodramacie aktorka zebrała pochlebne recenzje. O jej występie tak mówiła historyk filmu Jeanine Basinger:

Żaden z symboli seksu, które były przedstawiane jako aktorki – ani Rita Hayworth, ani Ava Gardner, ani też Elizabeth Taylor, czy nawet Marilyn Monroe – nigdy nie zagrały tak dobrze jak Lana Turner

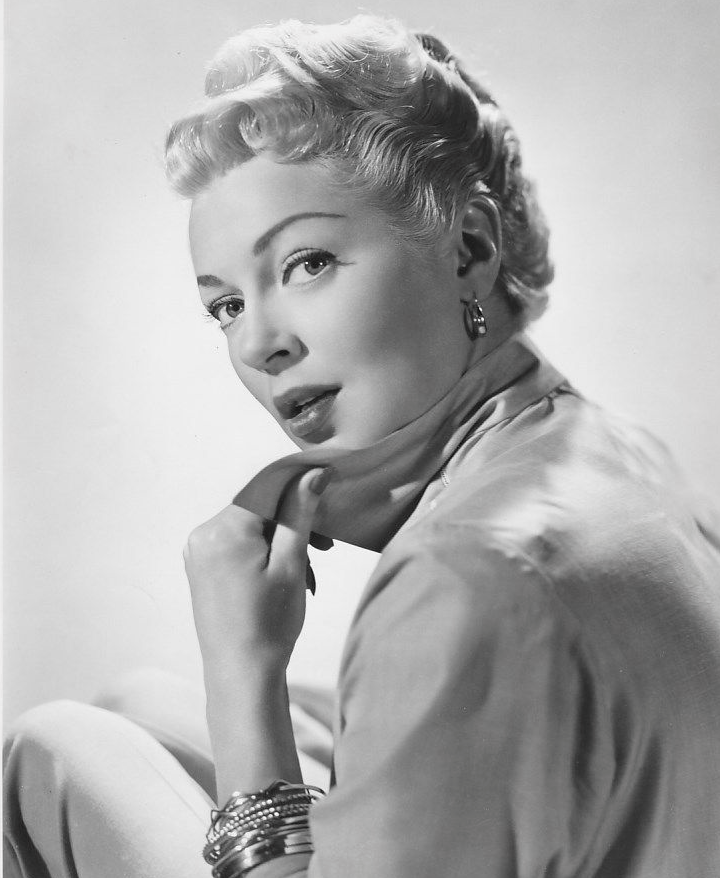
Lana Turner (1950)

Aktorka głęboko wierzyła, że zostanie nominowana do Oscara za występ w filmie Minellego. Tak się jednak nie stało. Artystyczne niepowodzenie tłumaczyła to zakulisowymi działaniami Dore’a Schary’ego. W 1952 r. Turner wystąpiła w reklamie Lustre-Creme Shampoo, a magazyn „Modern Screen” obwieścił włosy Turner „najpiękniejszymi na świecie”.
Następnie odrzuciła rolę w Mogambo, bowiem nie mogła pracować w afrykańskim plenerze ze względu na swoje zdrowie. Żałowała tej decyzji, gdyż Ava Gardner, która grała rolę za Turner została nominowana do Oscara. W 1954 r. wystąpiła w dramacie Flame and the Flesh. Na potrzeby roli aktorka zmieniła wizerunek i została brunetką. Film kręcony był w Europie, a Turner stylizowano na Ginę Lollobrigidę. Gdy aktorka dotarła do Rzymu, mogła bez problemów poruszać się po mieście, bo mało kto ją rozpoznawał ze względu na zmianę wyglądu. Wprawdzie film Richarda Brooksa zjednał widzów, ale krytycy uznali go za przeciętny. W tym samym roku zagrała po raz czwarty w parze z Gable’em, w przeciętnym melodramacie Zdrada. Wówczas zadebiutowała w programie telewizyjnym The Ed Sullivan Show. Ze względu na wzrost popularności telewizji i kryzys systemu studyjnego aktorka, by uniezależnić się zawodowo, rozważała wtedy zerwanie kontraktu z MGM. „Moje ostatnia lata w MGM były jak praca wśród ruin” – wspominała po latach.
Występ w Synu marnotrawnym opisywała w ten sposób: „Moje kwestie były tak głupie, że zniechęciło mnie to do pracy. Nawet kostiumy były okropne. Pełne ornamentów i ciężkich paciorków, a materiał był tak sztywny, że czułam się jakbym nosiła pancerz”. Dodatkowo, dość odważny wizerunek Turner, wzbudził negatywne komentarze wśród przedstawicieli środowisk religijnych. Obraz Richarda Thorpe’a był komercyjną porażką, a Dore Schary stwierdził, że był to najgorszy film jaki wyprodukował w MGM. Zaraz po zakończeniu zdjęć aktorka rozpoczęła pracę dla Warner Bros. nad dramatem wojennym Morski pościg. Zagrała w nim za gażę w wysokości 300 tys. dolarów, wraz z Johnem Wayne’em. Turner, podobnie jak reszta obsady, nie potrafiła porozumieć się z reżyserem Johnem Farrowem. Chociaż film przyniósł względne zyski to jednak recenzenci kwestionowali wiarygodność głównych bohaterów. Ostatnią produkcją nakręconą dla jej macierzystej wytwórni był dramat kostiumowy Diane, z Rogerem Moore’em, który w 1956 r. przyniósł spore straty finansowe. W omawianym czasie Turner zagrała dla Foxa w remake’u Deszczów w Ranchipur; partnerem aktorki był Richard Burton. Film nie odniósł spodziewanego sukcesu finansowego, chociaż niektórzy recenzenci jak np. z magazynu „Redbook” uznali obraz Jeana Negulesco za film miesiąca.
W lutym 1956 r. aktorka dowiedziała się, że jej kontrakt z MGM nie zostanie przedłużony. W ostatnich godzinach obowiązywania kontraktu aktorka przyjechała do siedziby studia i spakowała swoje rzeczy. Poza dwoma strażnikami przy bramie nikt oficjalnie nie pożegnał dawnej gwiazdy wytwórni. W rozmowie z Joe Hyamsem Turner wyznała, że nosiła się z zamiarem założenia własnej wytwórni pod nazwą Lanturn. W końcu jednak podjęła decyzję o występie w dobrze przyjętym filmie z gatunku romans The Lady Takes a Flyer (1958), wyprodukowanym przez Universal Pictures. Aktorka była brana pod uwagę do roli Maggie w ekranizacji sztuki Tennessee Williamsa, Kotka na gorącym blaszanym dachu.

### Peyton Place

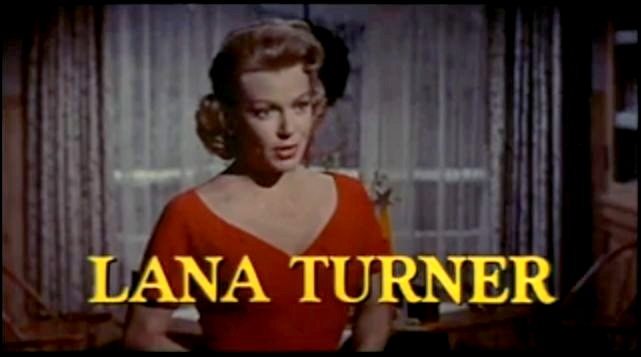
Turner w Peyton Place (1957)

W czasie jednej z rozmów w połowie lat 50. producent i scenarzysta Jerry Wald przekonywał Turner, że powinna zagrać w ekranizacji bestsellerowej powieści Peyton Place, autorstwa Grace Metalious. Jednakże aktorka nie chciała słyszeć o roli matki dorastającej nastolatki. Tym bardziej, że inne gwiazdy z czasów jej świetności jak Rita Hayworth czy Betty Grable również wzdragały się przed tego typu rolami. Co więcej, scenariusz poruszał wiele tematów zakazanych w kinie, takich jak gwałt, uwodzenie czy aborcja. W końcu jednak Turner zgodziła się na występ, prawdopodobnie głównie ze względu na wynagrodzenie – 125 tys. dolarów. Aktorka wówczas znajdowała się w nie najlepszej sytuacji materialnej. Do występu jako Constance MacKenzie przefarbowała włosy na miodowy blond. Film zajął 2. miejsce wśród najbardziej dochodowych produkcji w 1957 r., zarabiając 26 milionów dolarów i będąc jednym z największych hitów kinowych całej dekady w USA. To przywróciło Turner pozycję czołowej aktorki amerykańskiego kina. O jej roli przychylnie wypowiadało się wielu krytyków m.in. z „The New York Timesa” czy „The Saturday Review”. Turner została po raz pierwszy i jedyny w karierze nominowana do Oscara, lecz rywalizację o statuetkę przegrała z Joanne Woodward.

### Zwierciadło życia

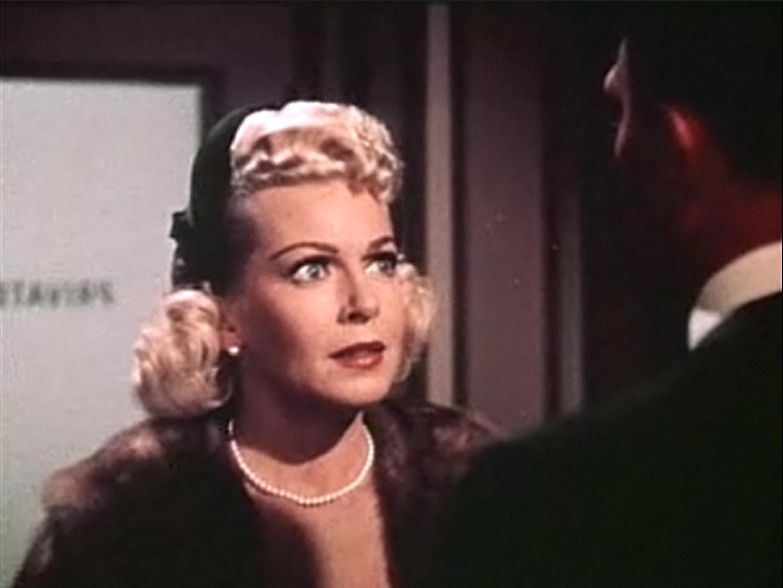
Turner w Zwierciadle życia (1959)

Po skandalu związanym ze śmiercią Stompanato, aktorka miała pewne obiekcje przed powrotem do świata filmu. Jej agent, Paul Kohner, przekonał ją jednak do występu w remake’u Imitacji życia (1934). Co więcej Ross Hunter stwierdził, że Turner przez kontrakt z MGM była ofiarą swojego seksapilu. Widzowie podziwiali urodę aktorki, a nie jej umiejętności. Nowy film miał to zmienić. Pierwszego dnia pracy na planie aktorka spotkała się z dziennikarzami i otwarcie odpowiadała na pytania dotyczące jej powrotu. Rola zmagającej się z trudami życia Lory Meredith była niezwykle bliska aktorce. W związku z tym, że budżet produkcji był niewielki, Turner zgodziła się na wypłatę w wysokości 2,5 tys. dolarów tygodniowo z gwarancją 50% zysków. W razie porażki komercyjnej aktorka otrzymałaby względnie niewielkie wynagrodzenie. Tymczasem było wprost odwrotnie. „To była najlepsza decyzja finansowa w moim życiu. Zarobiłam przynajmniej milion dolarów, i to na długo przed tym, jak Elizabeth Taylor otrzymała taką sumę za występ w Kleopatrze” – stwierdziła z czasem. Film Douglasa Sirka okazał się najbardziej dochodowym w historii Universal Pictures. Ponadto zdaniem BBC jest jednym ze 100 najlepszych filmów amerykańskich w historii. Sukces filmu dowiódł, że pomimo skandalu związanego ze śmiercią Stompanato, osoba Turner wciąż była popularna wśród widzów amerykańskich kin. Komentując sukces Turner zauważono. że „jeśli ją gazety prześladowały, ona wzięła nad nimi górę, śmiejąc się cały czas w drodze do banku”.

### Lata 60.
Na początku następnej dekady Turner proponowano wiele ofert pracy, przy czym większość z nich nie weszła w fazę realizacji, z przyczyn niezależnych od aktorki. Zainteresowana rolą w Anatomii morderstwa, aktorka nie mogła porozumieć się z reżyserem Otto Premingerem, słynącym z trudnego charakteru. Wskutek nieporozumień odnośnie do kostiumów kobieta odrzuciła ofertę gry u boku Jamesa Stewarta. W 1960 r. wystąpiła wraz z Anthonym Quinnem w filmie noir Portret w czerni. Susan Mann z „Women’s Mirror” napisała, że „Turner była zachwycająca i nieprawdopodobna jak nigdy”. Film był próbą odtworzenia magii obrazu Listonosz zawsze dzwoni dwa razy. Jednakże krytycy stwierdzili, że głównym bohaterom brakowało tej samej więzi emocjonalnej jaka łączyła parę Turner–Garfield. Rok później aktorka wystąpiła wraz z Jasonem Robardsem w dramacie By Love Possessed. Reżyserii podjął się John Sturges, który odpowiadał za sukces m.in. Siedmiu wspaniałych. Scenariusz bazował na bestsellerowej powieści Jamesa Goulda Cozzensa. Na planie aktorka współpracowała z Thomasem Mitchellem i George’em Hamiltonem. Film zadebiutował nie tylko w amerykańskich kinach, ale również w liniach lotniczych Trans World Airlines, w czasie rejsów dla pasażerów pierwszej klasy. Chociaż występ Turner uznano za przyzwoity to jednak film nazwano „rozwlekłym romansem”. W listopadzie 1961 r. Turner zagrała wraz ze swoim przyjacielem Bobem Hope’em w komedii romantycznej Kawaler w raju. Jej następny film również opierał się na schemacie połączenia, początkowo, dwu niedopasowanych osób. W Who’s Got the Action? wystąpiła wraz z Deanem Martinem. Film zebrał słabe oceny od krytyków, ale doceniono, zaskakującą dla wielu, dobrą współpracę głównego duetu aktorskiego.
W połowie lat 60. Turner wróciła do ról dramatycznych za sprawą udziału w produkcji Madame X. Wyreżyserowany w 1966 r. przez Davida Lowella Richa film powstał na podstawie sztuki z 1908 r. Turner wcieliła się w tytułową postać kobiety, która zmienia tożsamość w obawie przed ostracyzmem społecznym. Między Turner, a grającą jej filmową teściową, Constance Bennett, na planie trwała nieformalna rywalizacja o lepsze ujęcie, subtelniejszy makijaż. Bennett była dawną gwiazdą kina lat 30., ale nie chciała gorzej zaprezentować się od wciąż popularnej Turner. Recenzje Madame X były dla twórców zaskakująco negatywne. Jeden z krytyków stwierdził nawet: „Jeśli nie widziałeś żadnego filmu od 1930 r. to możesz uznać Madame X za wspaniały obraz”. Natomiast doceniono Turner za wiarygodność postaci i profesjonalizm. Film był szczególnie popularny we Włoszech, gdzie aktorka otrzymała nagrodę David di Donatello oraz Nagrodę Zielonej Perły od właścicieli kin. Rola Holly Parker uznawana jest za ostatnią, bardziej znaczącą w karierze Turner.

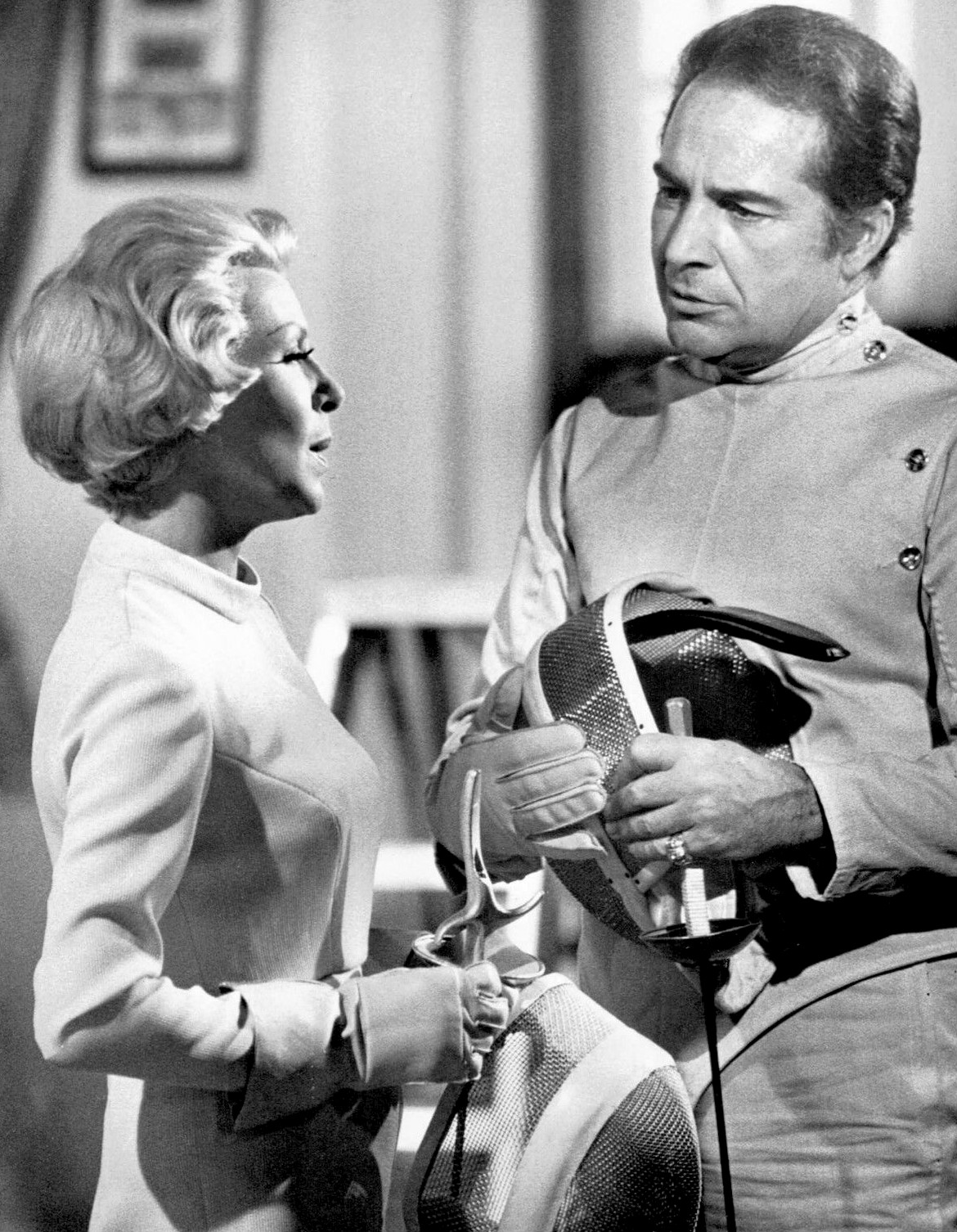
Turner i Rossano Brazzi w The Survivors (1969)

W 1966 r. wystąpiła w popularnym programie telewizyjnym What’s My Line?, a 9 kwietnia 1967 r. była gościem w The Smothers Brothers Comedy Hour, nagrywanym z udziałem publiczności. Pytana o to czemu od 2 lat nie zagrała w żadnym nowym filmie twierdziła, że propozycje scenariuszy zawierają zbyt wiele obscenicznych elementów. Dodała także, że popularne było kino typowo męskie, a nie takie, z jakim była kojarzona przez ponad 25 lat kariery.
W 1969 r. Turner wystąpiła w thrillerze Sześcian. Film znacząco różnił się od dotychczasowych produkcji, w których wystąpiła. Zawierał bowiem wątki psychodeliczne, związane z narkotykami oraz sceny nagości. Krytycy nazwali obraz Tito Davisona „Peyton Place ze sporą dawką LSD”. Jeanine Basinger oceniła zaś, że „Sześcian jest jednym z najgorszych filmów jaki kiedykolwiek powstał” oraz że „Turner jest imitacją Lany Turner. Albo, gorzej, imitacją Mae West”. W tym samym roku Turner wystąpiła po raz pierwszy w swojej karierze w serialu telewizyjnym, Harold Robbins’ The Survivors, stacji ABC. Była to wówczas najdroższa produkcja telewizyjna, z budżetem 300 tys. dolarów na 1 odcinek. Aktorka otrzymywała 12,5 tys. dolarów za tydzień pracy. Pomimo dużej kampanii promocyjnej serial po 15 tygodniach emisji został zdjęty z anteny.

### Schyłek kariery
8 czerwca 1971 r. ku zaskoczeniu fanów Turner zadebiutowała w sztuce teatralnej Forty Carats w reżyserii Johna Bowaba. Aktorka wcieliła się w postać 40-letniej rozwódki Anne Stanley, zakochanej w sporo młodszym mężczyźnie. Za 10-tygodniowe występy zaoferowano jej 200 tys. dolarów. Występy aktorki cieszyły się popularnością, niemniej recenzje sztuki skoncentrowane były bardziej na urodzie Turner niż na jej umiejętnościach sensu stricto aktorskich. Turner występowała także w innych sztukach, m.in. w The Pleasure of His Company i Bell, Book and Candle.
Aktorka przez długi czas nie chciała grać w horrorach, tak jak robiły to dawne gwiazdy Hollywood: Barbara Stanwyck, Joan Crawford czy Bette Davis. W 1974 r. za namową Roberta Huttona zgodziła się zagrać w filmie Persecution, który określono jako brytyjska wersja Co się zdarzyło Baby Jane? (1962). Turner o swojej roli mówiła, że gra „matriarchalnego potwora” z obsesją posiadania wielu kotów. Film podobnie jak Sześcian miał ograniczoną dystrybucję i generalnie zebrał kiepskie recenzje. Pomimo tego Turner otrzymała w październiku 1975 r. Clavel Medalla de plata, nagrodę festiwalu horroru w Hiszpanii, dla najlepszej aktorki (mejor actriz).
W końcu lat 70. zagrała w dramacie Bittersweet Love i w komedii grozy Witches’ Brew. Obie produkcje nie odniosły sukcesu, a we wspomnianej komedii grozy Turner grała rolę drugoplanową, pierwszy raz od wielu lat. W tym samym czasie brała udział w spotkaniach z fanami, co przypominało format popularnego An Evening with… Jednakże z powodu spóźnień aktorki i opuszczania konferencji prasowych cykl spotkań tracił na popularności. Prawdopodobnie miało to związek ze skutkami nałogu alkoholowego Turner. W 1979 r. uczestniczyła w serii spotkań na rzecz potrzebujących dzieci w San Francisco. Na początku lat 80., ze względu na kłopoty ze zdrowiem, aktorka zdecydowała się skończyć z piciem alkoholu i na tym tle przeżyła swego rodzaju nawrócenie religijne, stając się gorliwą katoliczką. 25 października 1981 r. aktorka otrzymała nagrodę Artistry in Cinema od National Film Society. Rok później opublikowała swoją autobiografię Lana: The Lady, The Legend, The Truth. Zagrała też wtedy w 6 odcinkach popularnej telenoweli Falcon Crest, wcielając się w postać Jacqueline Perrault, oraz grała w sztuce Murder Among Friends w Cleveland. Występowała w popularnych talk-show: The Joan Rivers Show, The Phil Donahue Show czy Hour Show. W 1985 r. wystąpiła po raz ostatni w karierze, w 2 odcinkach serialu Statek miłości.

### Ostatnie lata. Śmierć i pogrzeb
Aktorka otrzymywała tantiemy za swoje filmy i z tego głównie się utrzymywała. Wspomagała finansowo malarza Laurino Scaffone, przekazując mu m.in. jednorazowo 23 tys. dolarów. Planowała wystawę jego prac w galeriach w Los Angeles. Wraz z zaprzestaniem kariery aktorskiej i publicznych występów Turner zmagała się z problemami zdrowotnymi, nadużywaniem alkoholu i nikotynizmem. Co ciekawe z niektórych zdjęć aktorki usuwano papierosy. W 1992 r. zdiagnozowano u niej nowotwór. Przeszła przez 8-tygodniową radioterapię. Rok później aktorka obwieściła, że nastąpiła remisja i jest całkowicie zdrowa. Wróciła do życia publicznego. Jej córka Cheryl stwierdziła, że Turner przestała palić papierosy. Wkrótce jednak szyja oraz szczęka aktorki poważnie spuchły. Stan aktorki znacząco się pogorszył, straciła także na wadze. Przy wzroście 160 cm ważyła tylko 40 kg. Pokarm podawany był jej dzięki sondzie żołądkowej. Rozwój choroby spowodował dalszą utratę wagi. Po raz ostatni wystąpiła publicznie we wrześniu 1994 r. na Międzynarodowym Festiwalu Filmowym w San Sebastián, gdzie odebrała nagrodę za całokształt twórczości. Przez większą część uroczystości poruszała się na wózku inwalidzkim. Kilka tygodni przed śmiercią udzieliła wywiadu, w którym wyznała, że chciałaby być zapamiętana jako „dama, która wniosła szyk do Hollywood”. Zmarła w swoim domu w Century City (dzielnicy Los Angeles) 29 czerwca 1995 r. Aktorka nie życzyła sobie żadnych uroczystości pogrzebowych. Jej ciało zostało skremowane, a szczątki przekazane bliskim i rozsypane na wyspie Oʻahu (Hawaje). Turner przekazała córce Cheryl względnie niewielką sumę ze swojego majątku, 50 tys. dolarów, oraz kolekcję futer. Większą część majątku Turner zapisała w testamencie swojej gosposi Carmen Cruz. Kobieta twierdziła, że do ostatnich dni opiekowała się chorą aktorką, a Cheryl w ogóle nie była obecna. Ta jednak zaprzeczyła temu.

### Radio
Brała udział w słuchowiskach m.in.: Orson Welles Almanac, Fifth War Loan Drive, Command Performance, Lux Radio Theater i Suspense. Występowała razem z Bobem Hope’em, Johnem Hodiakiem, Claudette Colbert i Judy Garland.

## Życie prywatne

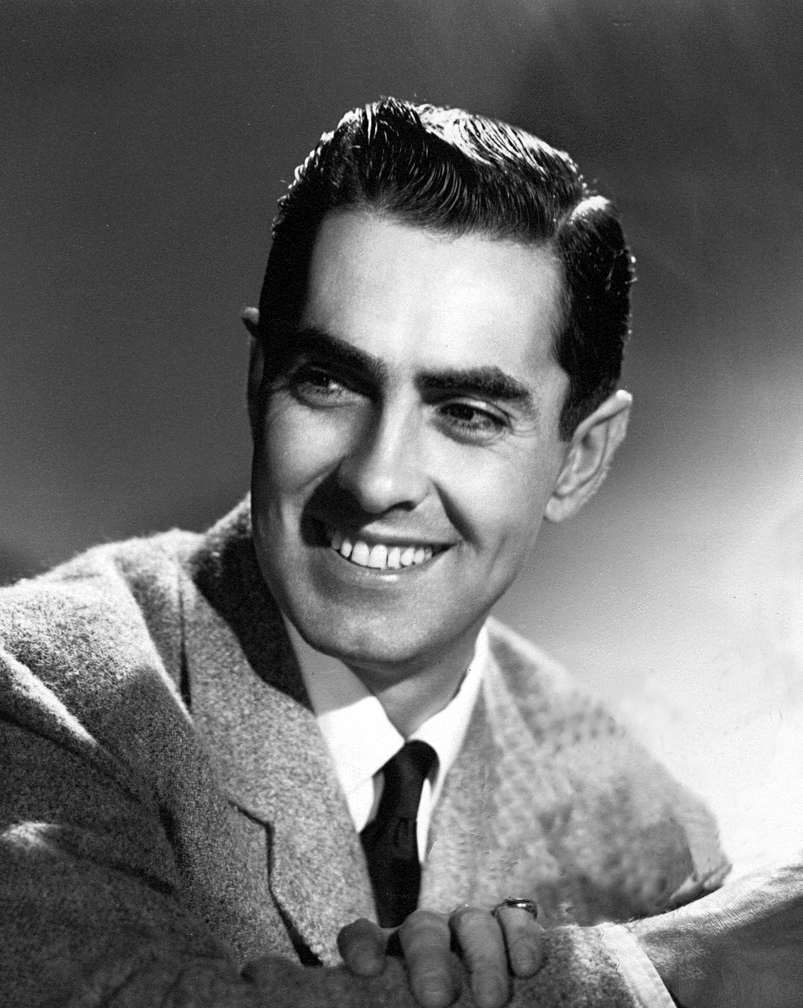
Tyrone Power

Na początku kariery Turner regularnie dojeżdżała komunikacją miejską do studia, i w związku z tym otrzymała od matki pierwszy samochód – małego Willys-Knighta. W wieku 14 lat usunięto jej wyrostek robaczkowy, ale skutki zabiegu spowodowały, że aktorka cierpiała na bolesne menstruacje. W związku z tym pod koniec lat 30. poddała się kolejnej operacji. Na przełomie lat 30. i 40. spędzała czas wraz z innymi młodymi aktorkami m.in. z Betty Grable i Mary Carlisle, a jej najlepszą przyjaciółką była Virginia Grey. Odwiedzała restaurację Romanoffa, grała w tenisa, jeździła na wrotkach. W tamtym czasie, dzięki nowemu kontraktowi, kupiła Chryslera coupé. W wieku 16 lat związała się ze starszym o 10 lat wpływowym prawnikiem, Gregiem Bautzerem. Pewnego dnia Joan Crawford zaprosiła Turner na rozmowę, w której poinformowała ją o tym, że kocha Bautzera i jest z nim związana, w co nie chciała wierzyć Turner. W następstwie rozmowy zerwała z Bautzerem, ale utrzymywała z nim później kontakt. W latach 40. spotykała się z aktorami: Errolem Flynnem, Johnem Hodiakiem, Tonym Martinem, Victorem Mature, Robertem Stackiem, muzykami Gene’em Krupą i Tommym Dorseyem, a także Frankiem Sinatrą. Zdaniem Darwina Portera, biografa aktorki, niektóre związki z mężczyznami kończyły się na kilku randkach, względnie trwały kilka tygodni jak np. relacja z Howardem Hughesem. Turner w swojej autobiografii przyznała, że „zawsze szukała romansów, tej ekscytacji z tym związanej, a nie seksu”.
W okresie współpracy z Clarkiem Gable’em spekulowano o jej rzekomym romansie z „królem Hollywood”. Turner zaprzeczała temu twierdząc, że jedyny raz spotkała się w celach towarzyskich z popularnym aktorem, gdy ten był załamany śmiercią żony Carole Lombard. W wywiadzie telewizyjnym dla Bryanta Gumbela z 1982 r. aktorka po raz kolejny zaprzeczyła plotkom. Zgodnie z wydaną w 1991 r. autobiografią Rooneya, Life is too short, Turner dokonała aborcji. Kobieta zaprzeczała temu.
W 1945 r. spotykała się z austriacko-tureckim aktorem Turhanem Beyem. Rok później aktorka zakochała się w gwiazdorze Foxa, Tyronie Powerze, który wówczas rozstał się z pierwszą żoną, Annabellą. Nie miał jednak orzeczonego rozwodu. Oboje mieli podobny sposób bycia i zainteresowania. Rozmawiali o wspólnym filmie, ale ze względu na to, że pochodzili z konkurujących wytwórni nigdy nie wystąpili razem. Turner nawet zaszła w ciążę, ale zdecydowała się na aborcję, bo inaczej jej kariera aktorska dobiegłaby końca. Była przekonana, że poślubi Powera. Do tego jednak nie doszło. Znawcy tematu spekulują, że aktor nie chciał angażować się w kolejny związek, w którym wychowywałby nie swoje dziecko. W 1948 r. w czasie podróży Power poznał Lindę Christian, którą poślubił w 1949 r. W swojej autobiografii Turner oskarżyła włodarzy wytwórni filmowych o działanie na szkodę jej związku z Powerem. Sugerowała, że to oni stali za zmyślonymi plotkami o jej romansie z Frankiem Sinatrą. Turner uważała Powera za „miłość swojego życia”.
W latach 50. przyjaźniła się z Avą Gardner i Debbie Reynolds. Wraz z Gardner była bohaterką plotkarskiego skandalu, i z tego powodu znalazła się na okładce „Confidential”. Artykuł sugerował, że Gardner i Turner spotkały się w willi Franka Sinatry w Palm Springs z przypadkowo poznanym pracownikiem stacji benzynowej. Turner świadoma wykreowanego wizerunku tak mówiła o sobie: „Byłam zmysłową obietnicą, obiektem pożądania (…) gwiazdą filmową w diamentach, owiniętą w białe futro”.
Aktorka słynęła z urody, ale zdaniem Cheryl Crane jej matka nie stosowała specjalnych kosmetyków, aby dbać o swoje ciało. Po kąpieli używała kremu Nivea i względnie tanich produktów Boraxo. Ulubionymi projektantami Turner byli Jean Louis i Nolan Miller. Aktorka relaksowała się przy muzyce Fryderyka Chopina, Siergieja Rachmaninowa, Gustava Mahlera i Piotra Czajkowskiego. Bardzo lubiła biżuterię i buty, których miała mieć 698 par.

### Małżeństwo z Artiem Shawem (1940)

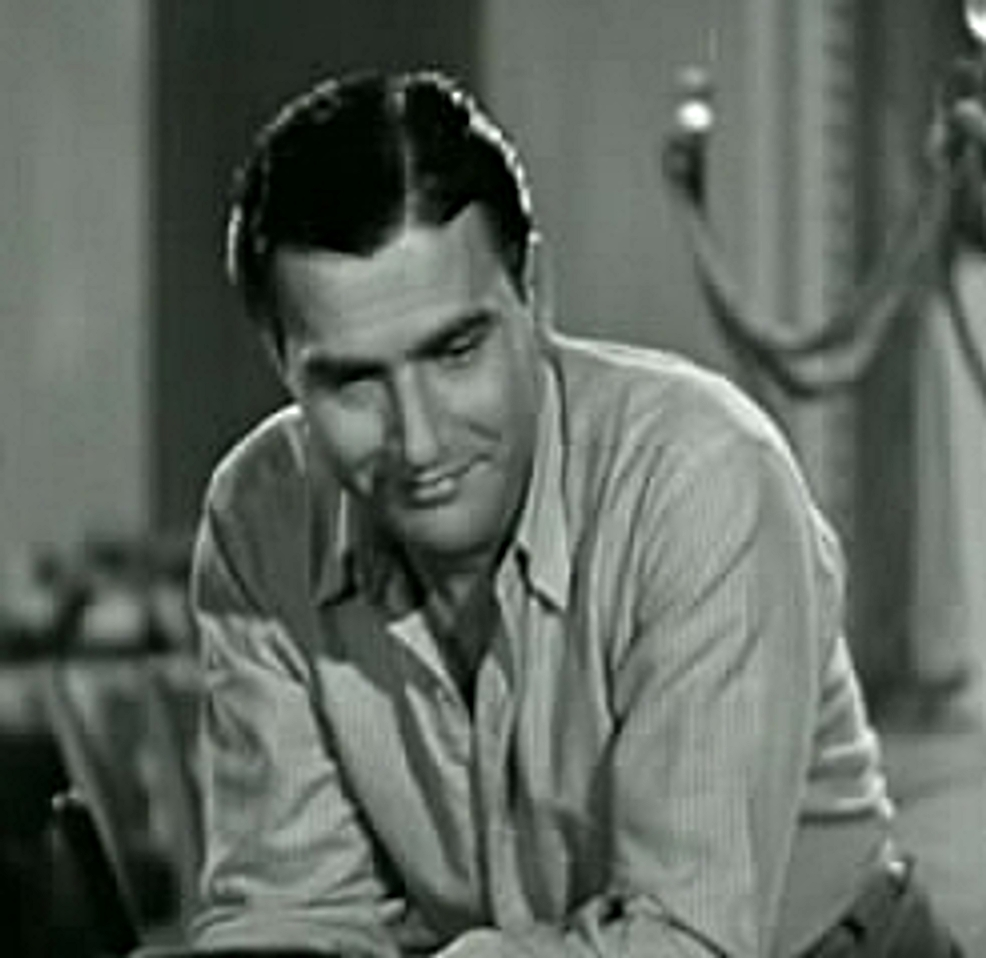
Shaw (1940)

Turner poznała jazzmana na planie komedii romantycznej Dancing Co-Ed. Zapamiętała go jako człowieka błyskotliwego, ale również dość aroganckiego. Po kilku miesiącach od czasu pracy na planie rozmawiała z nim ponownie i odniosła wrażenie, że jest zupełnie innym człowiekiem. Turner zerwała z Gregiem Bautzerem i zaczęła się spotykać z Shawem. Wprawdzie aktorka przyznawała, że nie zakochała się w nim od razu, to oboje jednak niemal natychmiast podjęli decyzję o zawarciu małżeństwa. Ślub miał miejsce 13 lutego 1940 r. w Las Vegas. Aktorka nawet nie zdążyła poinformować matki o ceremonii, wysłała jej później telegram w tej sprawie. Media szybko dowiedziały się o ślubie Turner, co rozwścieczyło Shawa. Oboje spędzili noc poślubną w pokoju Edgara Selwyna, kolegi Shawa, który notabene kupił aktorce obrączkę, zgodnie z poleceniem Shawa. Wkrótce okazało się jednak, że Turner i Shaw zupełnie nie pasują do siebie. Mężczyzna próbował narzucić aktorce sposób ubierania się, a w awanturach, do których często dochodziło, wytykał jej spóźnienia do domu. Chciał, aby żona pełniła rolę swego rodzaju gosposi. Tymczasem według słów córki Turner, Cheryl Crane, jedynymi pracami domowymi, jakie wykonywała jej matka było posłanie łóżka i opróżnianie popielniczki. Trzy dni po ślubie Turner przyznała, że zaczęła rozumieć, iż „To nie było małżeństwo. To było piekło”. Dopiero po miesiącu związku aktorka dowiedziała się, że była trzecią żoną muzyka. Shaw nie akceptował tego, że jego żona zdecydowała się zobaczyć z teściową. Uznał to za swego rodzaju szpiegostwo. Pewnego dnia, po kolejnej awanturze, aktorka dostała ataku histerii, wskutek której ostatecznie znalazła się w szpitalu. Nie chciała wracać do męża, ale zrobiła to, gdyż obawiała się medialnych plotek wokół jej domniemanego załamania nerwowego i kryzysu małżeńskiego. Niewiele się jednak zmieniło w relacji obojga, dlatego też zdecydowali się na rozwód. Wcześniej jednak aktorka dowiedziała się, że jest w ciąży z ówczesnym mężem. Shaw kwestionował ojcostwo, a na wieść o ciąży spytał „no i co z tego?”. Turner zdecydowała się dokonać aborcji, która kosztowała ją wiele cierpienia.

### Małżeństwo z Josephem Crane’em (1942, 1943–44)

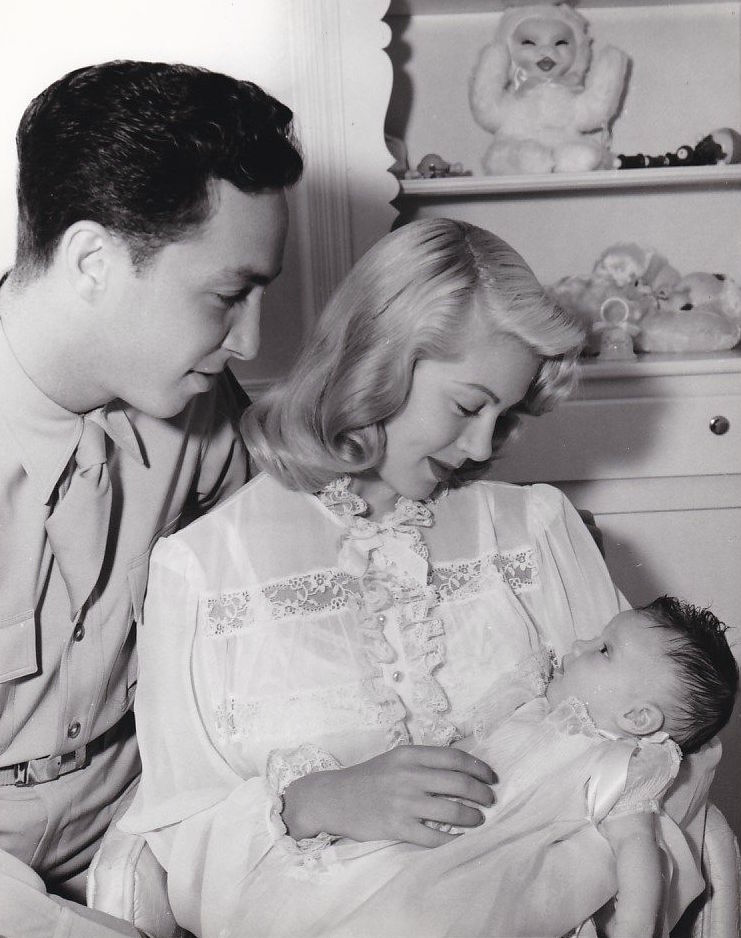
Turner i Crane wraz z córką Cheryl

W 1942 r. podczas jednego ze spotkań towarzyskich Turner poznała, wywodzącego się ze względnie majętnej rodziny, aktora Josepha Stephena Crane’a III. Zauroczona wizerunkiem mężczyzny aktorka przyjęła jego oświadczyny zaledwie po trzech tygodniach znajomości. Tak jak poprzednio, ślub Turner odbył się w Las Vegas 17 lipca 1942 r. Pierwsze miesiące małżeństwa przypominały idyllę, a aktorka wkrótce zaszła w ciążę. Kiedy Turner ogłosiła, że jest w ciąży, była żona Crane’a stwierdziła, że ich rozwód nie uprawomocni się aż do stycznia 1943 r. Crane wówczas poinformował żonę, że zgodnie z prawem ich małżeństwo jest nielegalne. Nie wiedział o tym, że między dniem rozwodu a datą kolejnego ślubu musi upłynąć 12 miesięcy. Małżeństwo zostało anulowane, a aktorka z powodu napięcia i stresu była hospitalizowana przez 10 dni. Ciąża aktorki była zagrożona. Crane nalegał na ponowne zawarcie małżeństwa, ale Turner nie zgadzała się. Mężczyzna, najprawdopodobniej z tego powodu, próbował popełnić samobójstwo. Ostatecznie w walentynki 1943 r. w meksykańskiej Tijuanie Turner i Crane zostali mężem i żoną po raz drugi. Świadkiem na ich ślubie był przygodny Meksykanin. 25 lipca 1943 r. aktorka urodziła córkę Cheryl. Życie noworodka było jednak zagrożone z powodu choroby hemolitycznej. Po 2 miesiącach pobytu w szpitalu zdrowie dziecka poprawiło się na tyle, że Turner mogła zabrać dziewczynkę do domu. Gdy aktorka pracowała na planie, dzieckiem zajmowała się opiekunka Margaret MacDonald. Crane po epizodzie w wojsku nie podjął pracy, a czas spędzał przy grach hazardowych. W związku z tym kobieta podjęła decyzję o rozstaniu, ale ze względu na opory Crane’a wmówiła mu, że miała romans z Johnem Hodiakiem. W kwietniu 1944 r. drugie małżeństwo Turner zostało zakończone. Po rozwodzie z Turner, Crane ożenił się z francuską aktorką Martine Carol, następnie z Helen Demaree Crane i Leslie Deeb. Był wpływowym restauratorem. Zmarł w 1985 r.
Po rozwodzie z Crane’em, Turner wciąż mieszkała ze swoją matką, która coraz bardziej ingerowała w życie prywatne córki. Z tego powodu aktorka powierzyła Gregowi Butzerowi sprzedaż jej domu. Turner w tym czasie udała się w podróż do Argentyny, gdzie poznała Evę Perón. Kobieta stylizowała się na Lanę Turner.

### Małżeństwo z Henrym J. Toppingiem jr. (1948–52)
W czasie kręcenia filmu Cass Timberlane Turner otrzymała kosz kwiatów od tajemniczego wielbiciela, którym okazał się milioner Henry J. Topping jr. Majątek rodziny Toppinga szacowano na 140 mln dolarów. Pod koniec 1947 r. mężczyzna zaprosił aktorkę do swojej posiadłości Round Hill w Greenwich (Connecticut). Rezydencja składała się z 22 pokoi i zrobiła spore wrażenie na Turner. Nie ukrywała jednak, że wcale nie kocha Toppinga, ale związała się z nim ze względu na potrzebę bezpieczeństwa i spokoju. 26 kwietnia 1948 r. para wzięła ślub. Miesiąc miodowy para spędziła w Europie, m.in. w Londynie i Paryżu. Aktorka w swojej autobiografii przyznała, że w okresie związku z Toppingiem zbliżyła się do swojej córki, lepiej ją poznała. Dwukrotnie zaszła w ciążę, ale za każdym razem traciła dziecko. Topping z upływem czasu miał coraz większy problem z alkoholem i spędzał czas na różnego rodzaju spotkaniach towarzyskich. Dodatkowo jego nietrafione inwestycje poważnie nadszarpnęły finanse małżeńskie. Taki styl życia niezupełnie odpowiadał Turner. Wynajęła nawet detektywa, który potwierdził, że Topping romansował z innymi kobietami. Turner nie potrafiła poradzić sobie z problemami osobistymi i próbowała popełnić samobójstwo, przecinając sobie nadgarstek żyletką. Nieprzytomną kobietę w łazience znalazł Ben Cole , który zawiadomił, mieszkającą niedaleko, dr McDonald. O próbie samobójczej prasa nie dowiedziała się. Aktorka ukrywała blizny, nosząc różnego rodzaju bransoletki. W 1952 r. Topping i Turner przestali być małżeństwem.

### Małżeństwo z Lexem Barkerem (1953–57)

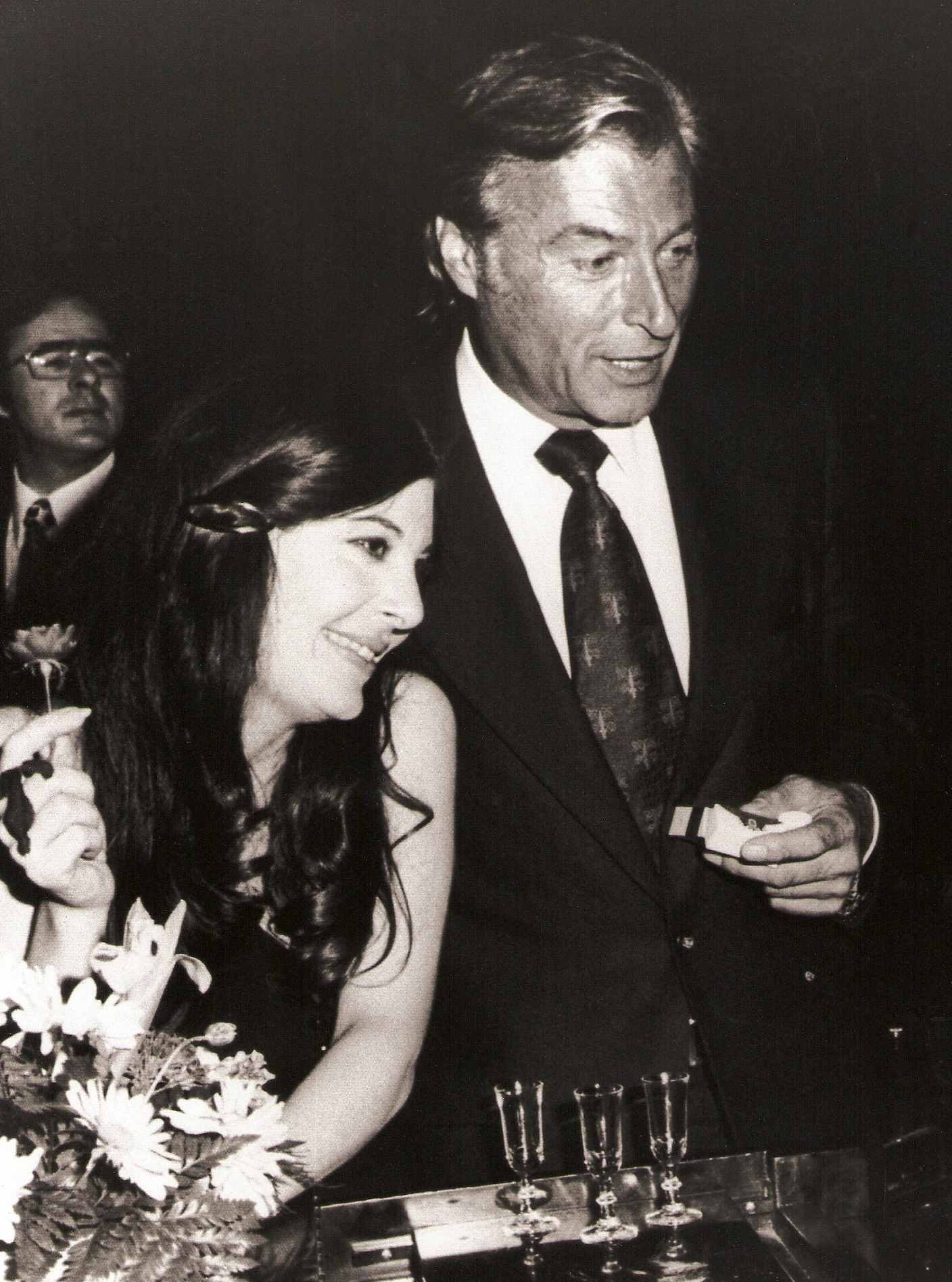
Lex Barker (1973)

Po rozstaniu z Toppingiem spotykała się przez pewien czas z aktorem Fernando Lamasem. W 1952 r. podczas jednego ze spotkań, na którym były także Ava Gardner i Esther Williams, Turner poznała Lexa Barkera, aktora znanego z serii filmów o Tarzanie. Według Darwina Portera, zazdrosny Lamas miał pobić Turner za to, że Barker i Turner tańczyli razem, mieli się ku sobie. Aktorka nigdy już nie wróciła do związku z Lamasem, a związała się z Barkerem. Oboje przyjechali na premierę Pięknego i złego do Cannes. 7/8 września 1953 r. para pobrała się w Turynie. Aby zmylić media, Barker polecił opiekunce wyjść do kina razem z dziećmi Turner i Barkera. Dziennikarze nie przypuszczali, że ślub aktorów może odbyć się bez udziału ich potomstwa. Mimo tego paparazzi bacznie obserwowali europejski pobyt Turner. W drugiej połowie lat 50. Turner po raz trzeci straciła dziecko, rodząc martwego noworodka po siedmiu miesiącach ciąży. Barker wiele czasu spędzał w Europie, kręcąc tam filmy. Aktorka dowiedziała się o jego romansach. Na tym głównie tle dochodziło między małżonkami do awantur. Barker ponadto nie mógł pogodzić się z tym, że jego żona zarabiała sporo więcej od niego. Wpływ na rozpad małżeństwa miały też inne wydarzenia; w książce Detour, napisanej przez Cheryl Crane, autorka wyznaje, że Barker wielokrotnie znęcał się nad nią i gwałcił. Zastraszył dziewczynkę, że jeśli komukolwiek o tym powie, to trafi do zakładu poprawczego. Po 2 latach Cheryl powiedziała matce prawdę o ojczymie. Lekarz po przebadaniu Cheryl miał stwierdzić, że Barker był tak brutalny, iż ciało Cheryl wymagałoby interwencji chirurga. Barker i Turner rozwiedli się 22 lipca 1957 r.

### Związek z Johnnym Stompanato

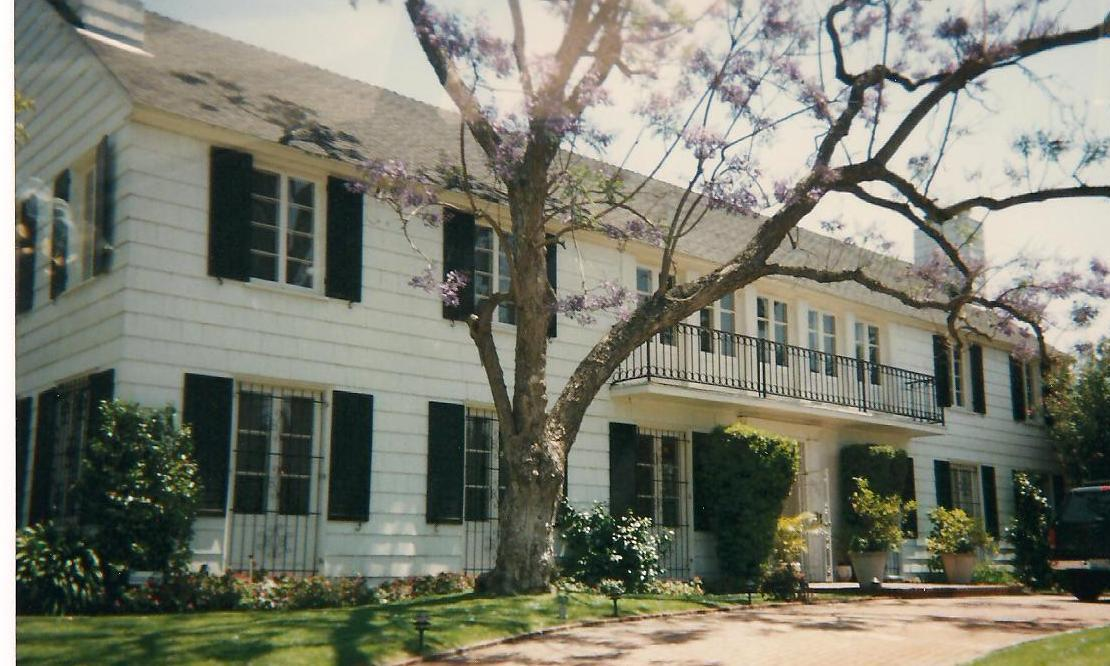
Dom Turner przy 730 N. Bedford Drive w Beverly Hills. Miejsce śmierci Stompanato.

W kwietniu 1957 r. Turner pracowała na planie filmu The Lady Takes a Flyer. Otrzymywała wówczas telefony i kwiaty, ale także różnego rodzaju kosztowności od mężczyzny podającego się za Johna Steele’ego. Aktorka uważała, że to kolejny stalker. W końcu jednak zdecydowała się z nim spotkać. Tajemniczym wielbicielem okazał się Johnny Stompanato (1925–1958), ochroniarz gangstera Mickeya Cohena. Turner początkowo nie wiedziała, kim tak naprawdę jest mężczyzna. Uświadomił ją dopiero Mickey Rooney. Pomimo tego, zakochana w Stompanato aktorka, nie zerwała z nim relacji, a wprost przeciwnie, pożyczała mu nawet spore sumy pieniędzy na pokrycie różnych długów. Z czasem mężczyzna szantażował ją, że odbierze sobie życie, jeśli Turner go opuści. Miał on też grozić aktorce i jej córce. Nie chciał pogodzić się z tym, że nie był partnerem Turner w jej podróży do Anglii czy na ceremonii rozdania Oscarów. Gdy aktorka brała udział w zdjęciach do brytyjskiego filmu Inne miejsce mężczyzna odwiedził ją. Początkowo ich relacje układały się względnie dobrze, ale wkrótce Stompanato wszczął kolejną awanturę i zaczął dusić Turner. Rany były na tyle poważne, że kobieta na trzy tygodnie przerwała pracę na planie. Kobieta wezwała policję, aby deportowali Stompanato. Ten jednak uprzedził służby i przyjechał na plan filmowy, gdzie ponownie groził Turner, ale także reszcie obecnych na planie. Na pogróżki zareagował Sean Connery, który powstrzymał napastnika. Ostatecznie Stompanato pod eskortą udał się na lotnisko i wrócił do USA.

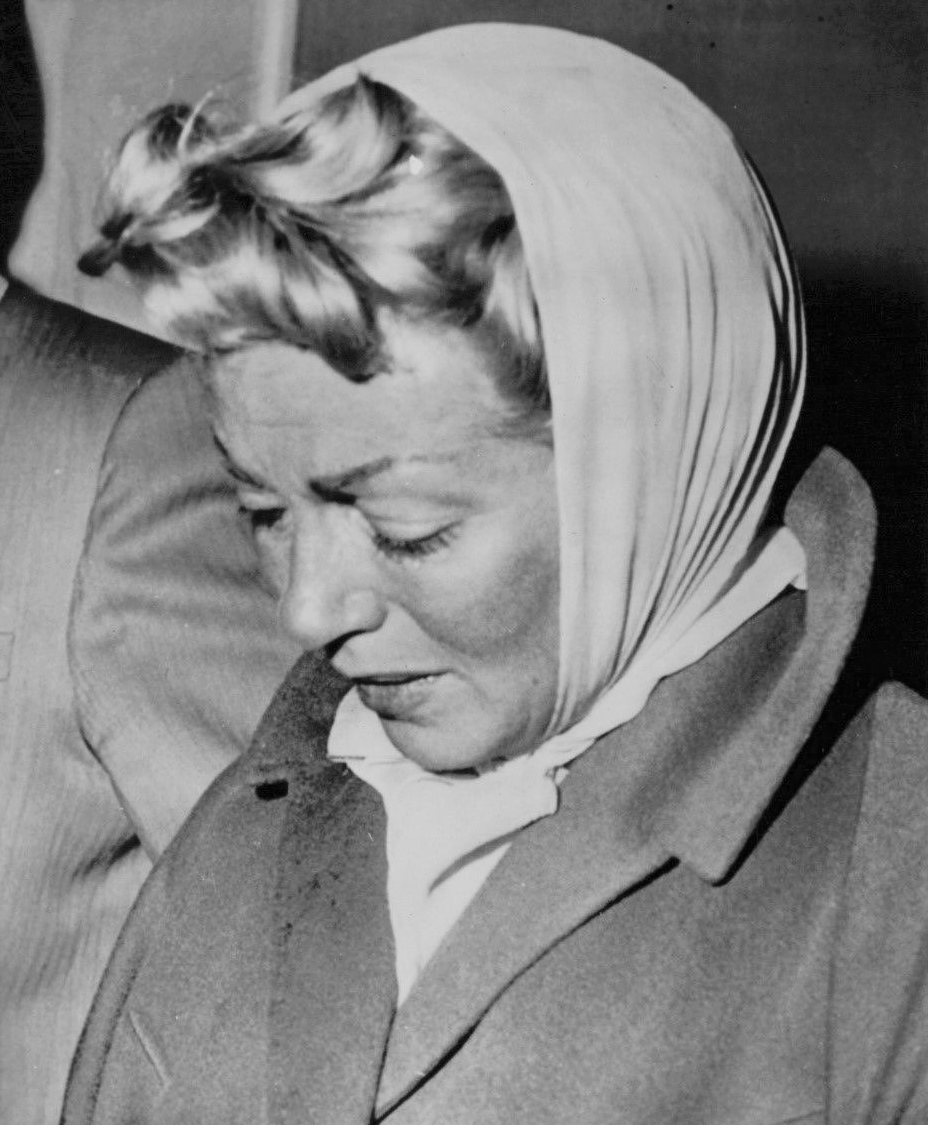
Turner w drodze na miejsce dochodzenia ws. śmierci Stompanato

W Wielki Piątek, 4 kwietnia 1958 r., do domu aktorki w Beverly Hills przybył Stompanato. Według relacji Cheryl, krzyczał on na Turner i groził jej. Zaniepokojona rozwojem wydarzeń, słysząc płacz matki, dziewczyna wzięła do ręki nóż kuchenny i poszła pod drzwi do sypialni. W pewnym momencie drzwi do sypialni zostały otwarte. Najprawdopodobniej zrobiła to Cheryl, która natychmiast ujrzała Stompanato z ręką podniesioną do zadania kolejnego ciosu jej matce. Jak wynika z zeznań Turner, starała się wypchnąć mężczyznę z pokoju i wówczas Cheryl dźgnęła nożem Stompanato, w okolice żołądka. Turner zeznała, że nie wiedziała nawet, że jej córka trzymała nóż w ręce. Zszokowana sytuacją Turner zadzwoniła do swojej matki, próbowała także udzielić pierwszej pomocy Stompanato. Przybyły na miejsce lekarz stwierdził zgon mężczyzny. Aktorka zadzwoniła po swojego prawnika Jerry’ego Gieslera. W ciągu następnych godzin śmierć Stompanato stała się głównym tematem amerykańskich mediów, a relację z rozprawy śledziło ponad stu dziennikarzy. Czasopismo „Life” opublikowało zdjęcia zeznającej przed sądem Turner wraz z kadrami z jej trzech filmów. Spekulowano, że ganster Cohen przekazał tabloidom listę kochanków Turner, kwestionował jej zeznania, sugerując, że Cheryl miała romans z Johnnym, którego zabiła zazdrosna matka. Turner stawiła się przed sądem ubrana w szarości (futro i jedwabna suknia), a emocjonalne zeznanie, opisy brutalności kochanka niektórzy uznali za jej najlepszą rolę. Cheryl powtórzyła, że bała się o matkę i chciała ją tylko obronić. Przysięgli po dwudziestominutowej naradzie uznali jej czyn za obronę konieczną. Została zwolniona i – na własną prośbę – oddana pod opiekę babci. W tym trudnym momencie życiowym Turner wspierana była przez Sinatrę. Wiele osób wieszczyło koniec kariery aktorce. Na łamach dziennika „Los Angeles Times” stwierdzono, że „Lana Turner jest hedonistką, a jej opowieść pozbawiona była jakiejkolwiek wrażliwości etycznej i to w obecności dziecka. Cheryl nie jest nieletnią przestępczynią. To Lana nią jest!”. Dorothy Kilgallen kwestionowała sposób zabójstwa Stompanato: „Dowody wskazują na to, że pchnięcie nożem zostało zadane z wprawą wyszkolonego komandosa”. Z kolei według Erica Roota, przyjaciela aktorki, Turner miała przyznać, że zabiła Stompanato i „zrobiłaby to jeszcze raz”. Natomiast hollywoodzcy biografowie Lany, Darwin Porter i Danforth Prince stwierdzili, że to Lana zabiła Johnny’ego po tym, jak przyłapała go in flagranti z Cheryl. Prawdę miała wyznać Frankowi Sinatrze. Biografowie twierdzą, że po morderstwie Turner, po raz kolejny drżąc o swoją karierę, wezwała prywatnego detektywa gwiazd, Freda Otasha, który posprzątał miejsce zbrodni, usunął odciski Lany i wraz z nią i Cheryl ustalił oficjalną wersję, obwiniając 14-letnią dziewczynę. Aktorka już raz chciała zabić mężczyznę, który gwałcił jej córkę, istnieje prawdopodobieństwo, że teoria jest słuszna i Lana za drugim razem wcieliła słowa w czyn. Jednakże Cheryl Crane w Detour: A Hollywood Story zaprzeczyła jakoby proces był sfingowany, i że to jej matka rzekomo zabiła kochanka. Córka Turner w kolejnych latach związała się z modelką Josh LeRoy, wyprowadziła się na Hawaje i zajęła rynkiem nieruchomości.

### Małżeństwo z Fredem Mayem (1960–62)
W 1959 r. Turner poznała hodowcę koni Freda Maya, którego poślubiła 27 listopada 1960 r. w Santa Monica. Jej druhną była Virginia Grey, a drużbą Maya był komik George Mann. Dla aktorki związek z Mayem był okazją do zmiany otoczenia, spotkań z ludźmi spoza hollywoodzkich kręgów. Pewnego dnia jednak May pożyczył od żony 5 tysięcy dolarów, a wkrótce zaprosił ją pod byle pretekstem do salonu Cadillaca, gdzie na aktorkę czekał nowy samochód. Wściekła na Maya Turner zdecydowała się z nim rozstać. Nigdy też nie dowiedziała się, czy ów samochód był prezentem, który został zakupiony z jej pieniędzy. Trudno powiedzieć, czy tylko ten incydent był przyczyną rozwodu, aczkolwiek Turner uważała, że była odpowiedzialna za rozstanie. Według znawców tematu, Turner i Maya różniły również tak elementarne cechy, jak punktualność czy skrupulatność. Pomimo rozwodu orzeczonego 15 października 1962 r. oboje pozostali przyjaciółmi.

### Małżeństwo z Robertem Eatonem (1965–69)
Robert P. Eaton pochodził z Wirginii, bez powodzenia próbował swoich sił w aktorstwie. Jego bliskim kolegą wówczas był Clint Eastwood. W 1957 r. rozwiódł się z aktorką Glorią Pall. Według zeznań jego byłej żony, Eaton spotykał się z aktorkami Denise Darcel i o 20 lat starszą Ginger Rogers. Turner spotkała Eatona po raz pierwszy w połowie lat 60. Pomimo 10 lat różnicy wieku oboje stali się nierozłączni. Turner przyznała w swojej autobiografii, że „w wieku 43 lat, po 5 mężach i kilku kochankach, wreszcie poczuła namiętność”. Para wzięła ślub 22 czerwca 1965 r. w hrabstwie Arlington. Turner wspierała finansowo Eatona w jego karierze producenta., ale także sfinansowała jego zabiegi zdrowotne. W 1967 r. Turner przebywała w Wietnamie, aby wspierać na duchu żołnierzy. Odżegnywała się od bieżącej polityki. Rozdawała m.in. miejscowym pielęgniarkom różne podarunki, których łączna wartość wynosiła 5 tysięcy dolarów. Po powrocie do Malibu dowiedziała się o tym, że pod jej nieobecność w jej domu dochodziło do wielu imprez. Ponadto Turner podejrzewała Eatona o zdradę. Mężczyzna wszystkiego się wyparł. Pomimo prób pogodzenia się, małżonkowie rozstali się w 1969 r. Eaton w 1970 r. napisał książkę The Body Brokers, w której główna bohaterka stylizowana była w negatywny sposób na Turner. Publikacja nie odniosła sukcesu komercyjnego.

### Małżeństwo z Ronaldem Pellarem (1969–72)
Ronald Pellar zyskał sławę w latach 60., kiedy widywany był w celebryckim środowisku. Przedstawiał się jako hipnotyzer dr Ronald Dante, ale posługiwał się blisko 40 pseudonimami. Za weekendowe sesje hipnozy otrzymywał rekordowo wysokie gratyfikacje finansowe. Aktorka poznała Pellara w dyskotece The Candy Shop. Mężczyzna twierdził, że wychowywał się w Singapurze, gdzie doktoryzował się z zakresu psychologii. Faktycznie jednak mężczyzna urodził się w 1930 r. w Chicago. Turner i Pellar pobrali się 9 maja 1969 r. po roku znajomości. Aktorka jakiś czas po ślubie dowiedziała się, że poprzednia żona Pellara została przez niego okradziona. Wątpliwości wzbudzało także jego zachowanie, bowiem odmówił Turner sesji hipnotycznej w celu zwalczenia nałogu palenia tytoniu. Pewnego dnia aktorka odkryła, że Pellar wyjechał wraz z 35 tysiącami dolarów, które otrzymał na działalność biznesową od aktorki. Ponadto ukradł swojej ówczesnej żonie biżuterię o wartości 100 tys. dolarów. Aktorka na drodze sądowej otrzymała 25 tys. dolarów odszkodowania. W czasie rozprawy sądowej dowiedziała się od swojego adwokata, że Pellar sfałszował dokumenty, wedle których na wypadek rozwodu miał otrzymać od Turner 200 tys. dolarów, a co więcej miał mieć rzekomo prawo do podpisywania nazwiskiem Turner wszelkiej dokumentacji. Działalność mężczyzny niejednokrotnie była obiektem zainteresowania amerykańskiego wymiaru sprawiedliwości.
Aktorka, wspominając swoje małżeństwa stwierdziła: „Planowałam mieć jednego męża i siedmioro dzieci, ale wyszło odwrotnie”. Nie lubiła wspominać o związkach z Eatonem i Pellarem.
Zimą 1976 r. Turner przebywała w apartamencie Franka Sinatry w Miami Beach, kiedy to jej osobisty sekretarz poinformował ją o tym, że zaginęła jego córka i chciałby jej poszukać. Aktorka nie zgodziła się na to, twierdząc, że matka znajdzie zaginioną córkę. Turner potrzebowała pomocy sekretarza, bowiem kontynuowała trasę. Rozwścieczyło to pijanego mężczyznę i doprowadziło do awantury z rękoczynami. Według relacji Erica Roota sekretarz był gotowy zabić aktorkę. Ostatecznie jednak ochrona hotelowa unieszkodliwiła napastnika. Wspomniany Root, fryzjer wielu gwiazd Hollywood, został przyjacielem Turner w latach 70. i wpłynął na sposób życia aktorki. Turner przyznała, że dzięki niemu zmieniła sposób odżywiania i zerwała z nałogami.

### Poglądy polityczne
Turner związana była z Hollywood Democratic Committee i była zaangażowana w kampanię prezydencką Franklina D. Roosevelta w 1944 r.

## Filmografia

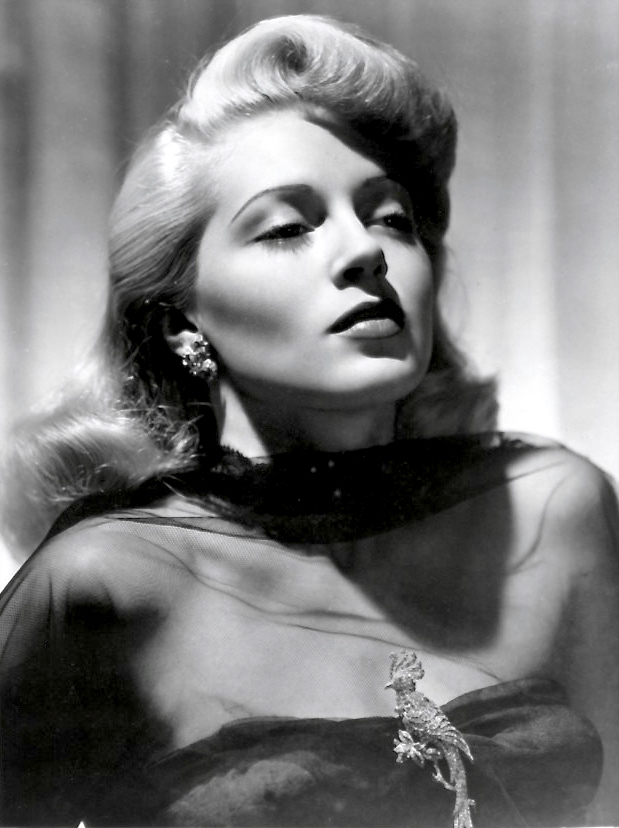
Turner (1940)

W trwającej blisko 50 lat karierze, Turner występowała w filmach, radiu, telewizji oraz na scenie. Pojawiła się w blisko 60 produkcjach na ekranie. Dwadzieścia trzy filmy z aktorką w obsadzie, po uwzględnieniu inflacji, przekroczyło sumę 100 mln dolarów dochodu z biletów na rynku krajowym. Dziewięć filmów, w których Turner zagrała, było nominowanych do Oscara, z czego trzy zdobyły przynajmniej 1 statuetkę. Dwa filmy, w których wzięła udział – Piękny i zły (1952) i Zwierciadło życia (1959) – zostały wpisane do National Film Registry.

## Miejsce w kulturze popularnej

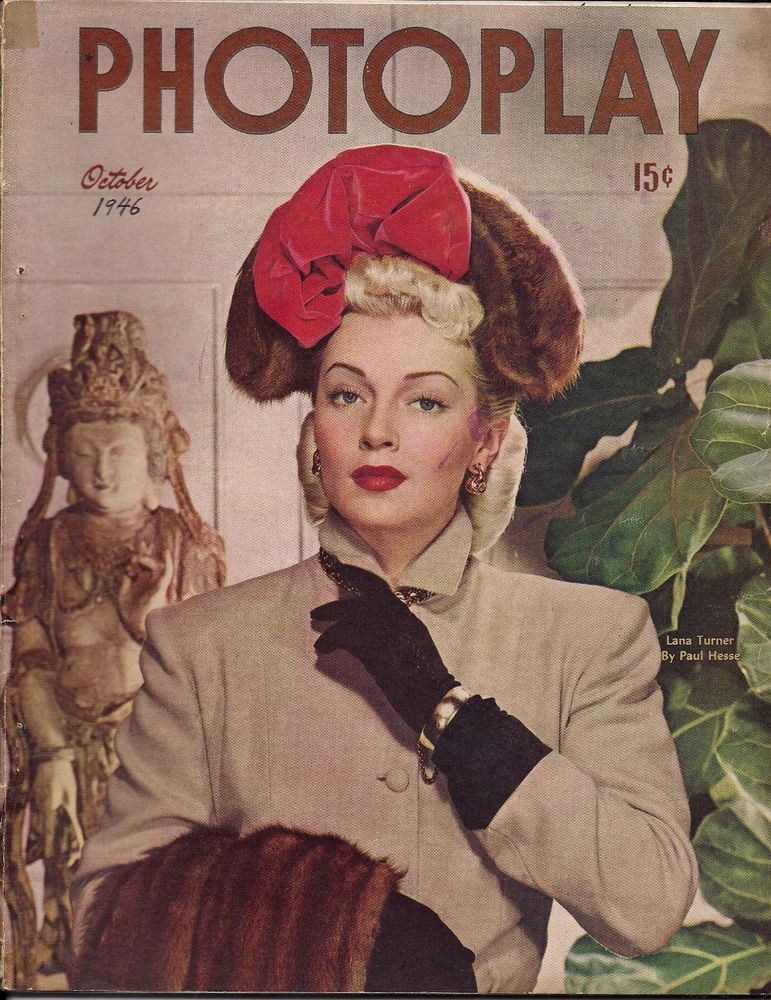
Turner na okładce magazynu „Photoplay” (1946)

Turner uważana jest za jedną z najbardziej urodziwych gwiazd filmowych w historii kina. Życie Turner stanowi egzemplifikację hollywoodzkiej kariery. Aktorkę wskazywano jako archetyp femme fatale.

Jej filmowe role zaczęły stanowić odbicie jej prywatności. Urzeczywistniała swoje życie w kinie. Była obsadzana w rolach, które symbolizowały to co publiczność wiedziała – lub myślała, że wie – o niej jako osobie.

Turner stanowiła inspirację dla Marilyn Monroe. Na początku lat 50. Monroe wysyłała zdjęcia swojej ulubienicy kinowej z prośbą o autograf. Podobizna aktorki stanowi element muralu Hollywood High School, powstałego w 2002 r.
Przed laty planowano sfilmowanie sprawy śmierci Stompanato, powstały nawet 2 koncepcje fabularne. W jednej z nich rolę gangstera miał zagrać Keanu Reeves, a rolę Turner powierzono Catherine Zecie-Jones. W drugiej z nich, pod tytułem The Goddess and Gangster, mieli wystąpić Antonio Banderas i Sharon Stone. Ze Stone zresztą spotkała się kiedyś Turner. Stwierdziła, że jest jedyną aktorką, która mogłaby ją wiarygodnie przedstawić. Filmy nie powstały, gdyż Cheryl Crane nie zgodziła się na wykorzystanie jej wizerunku. Wśród aktorek mających zagrać Turner wymieniano również Scarlett Johanson.
Turner wspominana była w powieści Tajemnice Los Angeles (1990), autorstwa Jamesa Ellroya, oraz w wierszu Lana Turner has collapsed Franka O’Hary. Fabuła filmu Wrzesień Woody’ego Allena wiąże się ze sprawą Turner i Stompanato.
Aktorka była wspominana w piosenkach: „Nancy (with the Laughing Face)” (wyk. Frank Sinatra, 1945), „Vogue” Madonny i „My Baby Just Cares for Me” (wyk. Nina Simone). Piosenkarka Elizabeth Grant, znana lepiej jako Lana Del Rey, wybrała pierwsze imię swojego pseudonimu artystycznego na cześć Turner.
Brenda Bakke wcieliła się w postać aktorki w adaptacji powieści Jamesa Ellroya, filmie neo-noir Tajemnice Los Angeles (1997) w reżyserii Curtisa Hansona.

## Nagrody i wyróżnienia
Nagrody
- 1966: Targa d’Oro (podczas 11. ceremonii wręczenia nagród David di Donatello)[158]
- 1975: Clavel Medalla de plata dla najlepszej aktorki (mejor actriz) (Kataloński Międzynarodowy Festiwal Filmowy w Sitges) za film Persecution[69]
- 1994: Premio Donostia (Międzynarodowy Festiwal Filmowy w San Sebastián)[159]

Nominacje
źródło: 
- 1958: Oscara w kategorii najlepsza główna rola kobieca za film Peyton Place[56]
- 1958: Golden Laurel dla najlepszej aktorki w filmie dramatycznym (Top Female Dramatic Performance) za film Peyton Place
- 1959: Golden Laurel dla najlepszej aktorki (Top Female Star)
- 1960: Golden Laurel dla najlepszej aktorki (Top Female Star)
- 1961: Golden Laurel dla najlepszej aktorki (Top Female Star)
- 1966: Golden Laurel dla najlepszej aktorki w filmie dramatycznym (Dramatic Performance, Female) za film Madame X